# Història del Vietnam
La història del Vietnam descriu els esdeveniments que han passat a l'actual territori de la República Socialista del Vietnam. Des dels primers indicis de presència humana, que es remunta al Vietnam a uns cinc-cents mil anys enrere, les cultures neolítiques van campar per la zona fa deu mil anys o la resta d'esdeveniments registrats històricament a la zona. Segons les llegendes vietnamites, la història del Vietnam data de fa més de 4.000 anys, tot i que les úniques fonts fiables indicaven que els primers orígens del seu estat daten de fa no més de 2.700 anys, i en són les primeres fonts fiables del segle iii. L'any de 258 aC, Thuc Phan hauria format un regne anomenat Au Lac (format per la unió d'Au Viet i Lac Viet - Van Lang), al nord del Vietnam, que constituiria la primera entitat verificable considerable com a origen de l'estat actual.

## Prehistòria
El territori que ocupa l'actual Vietnam ha estat habitat per homínids des d'almenys el Plistocè, segons indiquen les restes més antigues atribuïbles a l'homo erectus trobades a Tham Kuyen, que datarien aproximadament de fa 475.000 anys. L'arribada de l'homo sapiens a l'Àsia sud-oriental es data segons el consens actual entre fa 40.000 i 60.000 anys.

### Zona del delta delriu Roig
Fins fa uns 10.000 anys, a causa del clima fred de l'última edat glacial, el nivell del mar era uns 50 metres més baix que l'actual i la línia de la costa estava situada a uns 160 quilòmetres mar endins. Entre el 6000 i el 4000 aC, el nivell de l'aigua va pujar molt, i creà el que actualment es coneix com el golf de Tonquín. Cap al 5000 aC, el nivell va pujar tant que la plana de l'actual riu Roig va quedar submergida fins aproximadament l'any 2000 aC. A partir d'aquesta data, la línia de la costa va tornar a baixar cap a l'est i el riu Roig va començar a crear de nou un delta. Un procés similar van patir les zones centrals i sud de l'actual territori.
Hi ha evidència de societats caçadores recol·lectores des de fa uns 30.000 anys a la zona del delta del riu Roig. Se sap també que a partir de l'any 14.000 aC individus del que es coneix actualment com a cultura hoabinhiana (per haver estat identificada a Hòa Binh) caçaven animals a la zona i hi recol·lectaven arròs salvatge. Cap al 9000 aC als turons del nord del delta del riu Roig va sorgir la cultura Bac Son (o cultura bacsoniana). Cap al 6000 aC i a mida que el nivell del mar inundava la costa i la plana, aquesta societat va entrar en contacte amb les societats costeres que havien de retrocedir. Després del retrocés del mar a partir de l'any 2000 aC, les societats de les muntanyes van tornar a habitar les planes. És a partir d'aquesta època que en algunes zones hi ha evidència de societats agrícoles que cremaven boscos per plantar arròs.
A partir d'aquesta data apareix també la que es coneix com a cultura Phùng Nguyên, que s'ha trobat a més de 50 llocs de la vall del riu Roig i que els escolars vietnamites consideren la transició cap a l'edat de bronze al Vietnam. En els últims períodes d'aquesta cultura, s'han trobat evidències que aquestes gents van començar a fondre coure i després bronze. Cap al 1500 aC la cultura Đồng Đậu produïa artefactes de metall i es va anar estenent cap a l'est seguint el riu Roig a mida que la línia de la costa retrocedia. La cultura que va succeir a la Đồng Đậu va ser la Gò Mun, que va començar a barrejar estany i coure en proporcions diverses en funció de les eines que necessitaven produir. És a partir d'aquesta època, cap a l'any 1000 aC, que hi ha evidències de cultiu d'arròs en camps inundats. Aquest tipus de conreu començà a generar excedents de gra que van permetre el naixement de les primeres societats jeràrquiques.
Més al sud, i de manera paral·lela, entre el 1000 i el 7000 aC, sorgeix una nova cultura al voltant del delta del riu Ma, la cultura Đông Sơn, considerada el millor exemple a l'Àsia sud-oriental de transició cap a un tipus de societat centralitzada i jeràrquica.
En el primer mil·lenni aC, a la zona del delta del riu Roig van confluir dues cultures. D'una banda, del sud van arribar els que es poden considerar avantpassats etnolingüístics vietnamites, parlants d'un idioma austroasiàtic conegut com a "protoviètic". De l'altra, del nord, i fugint de l'expansió cap al sud xinesa hi van arribar parlants d'altres llengües austroasiàtiques i tai. Aquests conjunt de gent era conegut per l'etnònim Yue, que va acabar sent adoptat pel conjunt de gents de la zona del delta del riu Roig i que en vietnamita es pronuncia "Việt".

### Zona de la costa central
A la part nord de la costa central, les restes trobades a l'excavació de Thac Lac indiquen que la zona estava habitada almenys des de fa uns 3.000 anys per una cultura preneolítica anomenada Quynh Van. Les primeres restes neolítiques en aquesta zona daten de fa uns 1.500 anys.

### Zona del delta delMekong
De forma anàloga al que va passar a la zona del delta del riu Roig, la zona de l'actual delta del Mekong va estar parcialment sota el nivell del mar almenys entre els anys 4000 i 2000 aC. Una de les primeres i més ben estudiades excavacions del Neolític en aquesta zona es la d'An Son, datada del tercer mil·lenni aC. Les restes trobades en aquesta zona indiquen proximitats culturals amb zones contemporànies de Tailàndia i Cambodja. Les primeres restes atribuïbles al Neolític d'aquesta zona es van trobar al llarg dels cursos fluvials de Vam Co Dong, Vam Co Tay i Dong Nai, a la part nord del delta del Mekong, i daten d'entre el 2000 i el 1500 aC. També hi ha restes importants de l'època a l'excavació de Rach Nui. Les restes trobades semblen indicar que aquests assentaments els feren comunitats amb coneixements previs que probablement venien d'altres llocs, perquè la millora en el coneixement de l'agricultura va permetre una increment de la població.

## Llegendes i època antiga
El primer document escrit que s'ha trobat que descriu a la gent que vivia a la zona de l'actual Vietnam és un text xinès datat del 220 aC en què es descriuen costums poc ortodoxos dels Yue a la zona de Lạc Việt. Malgrat això, la tradició local situa la fundació de Vietnam molt abans, tot i que aquest tram de la història es basa en escrits vietnamites del segle xiv com el Lĩnh Nam chích quái i les compilacions posteriors del segle xv, com el Đại Việt sử ký toàn thư i, per tant, poc fiables com a font històrica.

### Dinastia Hồng Bàng
Segons la llegenda escrita, el primer rei dels vietnamites va ser el rei Kinh Dương (Kinh Dương vương), que va unificar els pobles i fundà l'estat vietnamita primitiu l'any 2879 aC. Altres fonts diuen que l'autèntic primer rei vietnamita seria el seu fill, Lac Long Quan, fill seu i de Thần Long, amb qui s'havia casat. Lac Long Quan s'hauria casat amb Âu Cơ, filla de Đế Lai, amb qui, segons la llegenda, hauria tingut 100 fills. La parella s'hauria separat i la mare s'hauria emportat 50 fills a viure a les muntanyes i el pare hauria marxat amb els altres 50 fills a viure al sud. Abans de marxar hauria transmès el tron al fill més gran, que es va convertir en el rei Hùng. El rei Hùng hauria anomenat el seu regne Văn Lang, i abastaria des del mar de la Xina meridional a l'est, l'estat de Shu a l'oest, el llac Dongting al nord i al sud el regne de Hồ Tôn (que alguns indiquen que seria una manera antiga de referir-se a Txampa). La dinastia Hồng Bàng s'hauria mantingut al poder, segons la llegenda, fins a l'últim dels seus reis, Nan dels Zhou, que hauria regnat fins al 258 aC. Des de la tercera dinastia Hung, l'any 2524 aC, el suposat regne s'hauria anomenat Văn Lang.
D'aquesta època, però, no hi fa fonts directes vietnamites. Sí que se sap que parlants de protoviètic s'haurien instal·lat a la regió del delta del riu Roig cap al 1000 aC i que alguns dels primers textos escrits en xinès entre el 1300 i el 1046 aC mencionen una gent del sud-est de la Xina que estudiosos de xinès antic creuen que es pronunciaria ywet en xinès antic, Yue en mandarí modern, i Việt en vietnamita. No hi ha, però, cap evidència escrita de si la gent de la zona del delta del riu Roig es referien a ells mateixos també com a Việt (així com tampoc n'hi ha que es referissin a si mateixos com a Lạc).

### Regne d'Âu Lạc (257–179 aC)
El rei An Dương (An Dương Vuong en vietnamita), de nom de pila Thục Phán, hauria derrotat l'últim rei de la dinastia anterior l'any 257 aC i s'hauria erigit com a rei del Nanyue (Nam Việt). Les fonts històriques es refereixen a aquest últim com un rei Lac, no pas un rei de la dinastia Hung. Segons la mateixa font, An Dương hauria estat fill del rei del Regne de Shu. L'arribada al poder d'An DươngVuong és l'única part de la seva vida documentada per escrit. Amb aquesta victòria An Dương Vuong hauria unit les tribus Lạc Việt amb tribus de les zones de l'alta muntanya Âu Việ que ell suposadament comandava. Sembla que hauria establert la capital a la ciutadella de Cổ Loa, situada a l'actual districte de Dong Anh de la ciutat d'Hanoi i hauria donat el nom d'Âu Lạc al regne.
D'aquesta època data el primer document que es conserva que descriu la gent que vivia al que ara és Vietnam: un text xinès de l'any 220 aC descriuria costums "poc ortodoxos" dels Yue en alguna part de la regió de Lạc Việt.

### Nanyue (180 –111 aC)

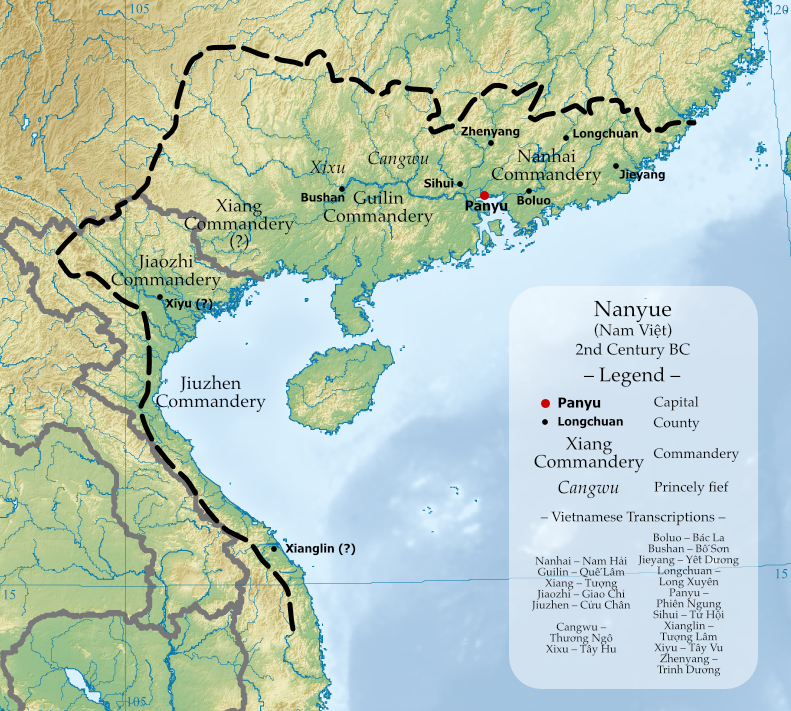
Comandàncies i comtats coneguts de Nanyue

Cap al 206 aC la dinastia Qin va col·lapsar. L'any 207 aC, l'exgeneral Zhao Tuo (en vietnamita Triệu Đà) va establir un regne independent a l'actual zona de Guangdong / Guangxi de la costa sud de la Xina. Va anomenar el nou regne Nam Viet (pinyin: Nanyue). Trieu Da més tard es va nomenar comandant del centre de Guangdong; tancà les fronteres, conquerí els districtes veïns i es va autoanomenar "rei de Nam Việt. El 179 aC va derrotar el rei An Dương Vương i es va annexionar Âu Lạc.
La dinastia Triệu fou una era controvertida en la història vietnamita. Alguns la consideren una dominació xinesa perquè Trieu era un general de la dinastia Qin que va vèncer An Duong Vuong per establir el seu domini, i Nanyue havia format part de l'Imperi xinès unificat per la dinastia Qin abans del seu col·lapse. D'altres la consideren una etapa d'independència, ja que la família de Trieu Da hi regnà en oposició a la dinastia Han de la Xina fins a l'any 111 aC, quan les tropes de la dinastia Han van envair el país i el van incorporar a l'imperi com a prefectura Giao Chi. A més, moltes fonts indiquen que els Yue tenien una cultura molt diferent a la xinesa, molt més semblant a la de la zona de Lạc Việt.
Sembla que Zhao Tuo hauria permès que els capitosts de la zona de Lạc Việt seguissin al seu lloc, cosa que hauria donat estabilitat al seu regnat. Va morir a l'any 137 aC amb 102 anys. Zhào Mei, el net de Zhao Tuo, l'hauria succeït al tron l'any 134 aC. El seu fill Zhao Yingqi l'hauria succeït entre el 122 i el 115. Aquest últim hauria tingut dos fills: un amb una consort xinesa i l'altre amb una consort vietnamita. Això va fer que la cort es dividís i que malgrat regnar fins al 111, fossin els últims reis de Nanyue.

## Dominació xinesa del nord

### Primera dominació xinesa (111 aC - 40 dC)

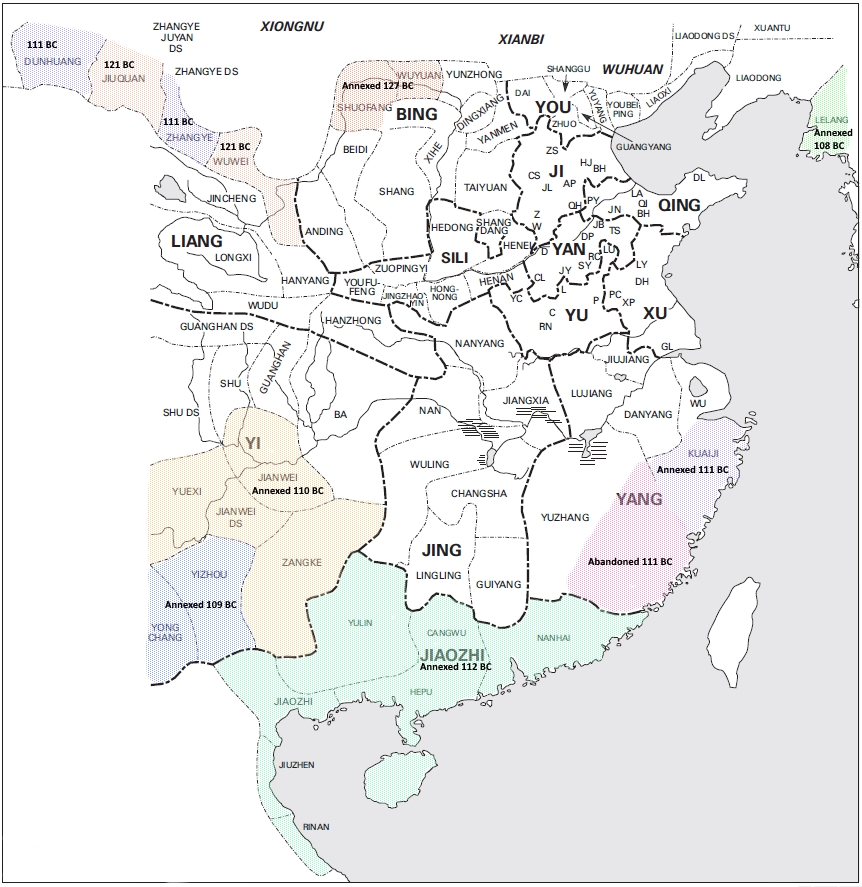
Expansió de l'imperi Han

L'emperador Wu de Han va enviar un exèrcit cap al sud per conquerir Nanyue l'any 112 aC. Abans d'un any, Nanyue col·lapsà. Sembla que l'exèrcit Han s'hauria quedat a les portes de la zona del delta del riu Roig. Els caps de les regions Jiaozhi (zona del nord del Vietnam actual) i Jiuzhen (zona de la província actual de Thanh Hóa) s'haurien presentat a la frontera per rendir-se a l'invasor. La dominació xinesa s'exercí de manera indirecta, permetent a la majoria de nobles Lac seguir administrant els seus dominis; es va permetre mantenir els costums locals i no s'havien de pagar impostos a l'imperi.
L'any 2 l'Imperi Han va fer un cens de població de les províncies de Jiaozhi, Jiuzhen i Rinan (costa central de l'actual Vietnam). Aquest cens registrà 981.735 habitants en aquesta zona, la majoria de les quals es trobaven a la província de Jiaozhi. Aquest cens sembla indicar que en aquesta època l'Imperi Han tenia sota control només aquestes zones del delta del Riu Roig, les proximitats de les lleres dels rius i la costa, però la major part de les regions rurals i de muntanya Lac no estaven sota el control administratiu de l'imperi. Durant aquesta etapa, l'imperi anà introduint canvis en els costums locals. D'una banda introduí millores en l'agricultura, però d'altra va començar a imposar canvis en l'estructura familiar, intentant convertir la societat Lac, basada en famílies molt extenses i un rol de la dona molt rellevant, en famílies patriarcals seguint les principis confucianistes. Amb el col·lapse de l'Imperi Han l'any 9 molts refugiats van migrar cap a les regions de Lac Viet, generant tensions. Els caps locals de Lac Viet anaven a poc a poc perdent poder. L'any 37, un nou gran administrador de l'imperi, Su Din, arribà a la regió de Lạc Việt. Sembla que la seva arribada va ser clau en l'etapa següent.

### La Revolta de les germanes Trưng (39-43)
Malgrat la influència xinesa, els vietnamites van refusar assimilar-s'hi i s'hi van rebel·lar contínuament. La mala praxi de Su Din en l'administració de la regió de Jiaozhi hauria provocat que, a la primavera de l'any 39, una dona anomenada Trung Trac i la seva germana Trung Nhi es rebel·lessin contra els Han. La rebel·lió va agafar força l'any 40 i Su Ding marxà cap a la Xina. De Jiaozhi la revolta es va estendre també a Jiuzhen i Rinan i fins a zones de l'actual territori xinès com Lignan. Van aconseguir que els xinesos abandonessin Jiaozhi, i van establir la capital a Me Linh. Trưng Trac s'hauria coronat reina, tot i que sembla que el seu suport se centrava a Me Linh i Chu Dien. L'any 41 l'emperador Han Guangwu envià un exèrcit al comandament del general Duan Zhi per aixafar la rebel·lió de les germanes Trung. Les ordres haurien estat d'enviar més de 10.000 soldats en una expedició punitiva contra les rebels. La mort de Duan Zhi deixà l'exèrcit en mans del general Ma Yuan. Després de dos anys de lluita les germanes Trung van ser derrotades. Segons la llegenda, s'haurien suïcidat llançant-se al riu Hat, tot i que fonts xineses indiquen que haurien estat capturades i decapitades per part del general Yuan. Les germanes Trung són considerades per la tradició local com les primeres patriotes vietnamites.

### Segona dominació xinesa (43–544)
Després de la mort de les germanes Trưng, els combats haurien seguit. Finalment el general Yuan i l'exèrcit imperial s'haurien imposat. El resultat hauria estat de desenes de milers de morts ens els dos bàndols i la mort per decapitació de molts aristòcrates Lac prèvia a la rebel·lió. Aquest intent d'assimilació hauria consistit també a educar els fills dels aristòcrates locals en la cultura xinesa, però algunes fonts indiquen que la influència hauria anat en les dues direccions i que els administradors Han s'haurien anat indigenitzant a poc a poc, assumint també costums Việt locals. La zona hauria estat relativament rica per a l'època amb dues collites d'arròs anuals i amb beneficis del comerç naval a la zona de Nanhai. L'any 140 el cens realitzat indica que la població s'hauria doblat respecte la de l'any 2.
Més al sud dels límits de la província de Rinan, el comerç amb l'Índia va anar enriquint els pobles fora del control de l'Imperi Han. Això va fer que se succeïssin les revoltes a les zones frontereres del sud. L'any 100 hi hauria hagut un primer conflicte a prop de l'actual Hue. L'intent xinès de fer pagar impostos al districte septentrional de Tượng Lâm hauria acabat en revoltes i en la necessitat d'enviar-hi l'exèrcit. L'any 136 i 157 hi hauria hagut una revoltes similars a Rinan, així com al 160 a Jiuzhen. L'any 192, la zona de més al sud de Rinan s'hauria independitzat; els xinesos la coneixien l'any 220 com un regne independent anomenat Linyi (en vietnamita: Lâm Ấp) i no la van tornar a conquerir. Les revoltes locals i les reaccions a aquestes continuarien durant molts anys.
Malgrat els conflictes durant els anys en què Shi Xie fou gran comandant de Jiaozhi entre els anys 177 i la seva mort al 266, la zona hauria tingut certa independència del control central de l'imperi. Sota les ordres de Shi Zhie, hauria aconseguit estabilitat al nord malgrat els conflictes constants amb la frontera sud. El budisme va créixer molt durant l'administració de Shi Xie, que va construir monestirs. A la mort de Shi Zhie, la cort de Wu assassinà els seus fills i la resta de la seva família per tal de recuperar un control més centralitzat de la zona, però els períodes de control total de Jiaozhi per part de l'imperi es feren cada cop més curts. L'any 248, forces de Lâm Ấp haurien envaït i pres el control de Rinan. El mateix any, a Jiuzhen, diversos comandants locals, entre els quals segurament estava Trieu Thi Trinh, s'haurien revoltat també.
Entre el 250 i el 550, la zona de Jiaozhi es va anar convertint cada cop més en més autònoma. Almenys la meitat dels inspectors imperials entre el 270 i el 430 haurien estat d'origen local. I durant la dinastia Sung, fins a l'any 477, els oficials enviats per la cort no intentaven alterar el poder de l'aristocràcia local. Aquesta nova classe aristocràtica sinovietnamita, però, estava molt basada en el poder a les ciutats, el medi rural se seguia mantenint fidel a les tradicions antigues.

### Linyi, Funan, Txenla i Txampa
La dominació xinesa no arribà mai més al sud de Lâm Ấp. Aquest Regne Cham independent, que abastaria aproximadament de l'actual Qang Binh al nord a l'actual Quang Nam al sud, hauria prosperat mitjançant el comerç coster i el cultiu de l'arròs, i hauria tingut molta influència cultural arribada de l'Índia.
Més al sud, a prop del delta del Mekong, un altre regne que els xinesos anomenaven Funan hauria estat la primera civilització Khmer i hauria produït la mostra d'escriptura més antiga que es conserva de l'Àsia sud-oriental: una inscripció en sànscrit. Funan hauria estat en contacte cultural amb l'Índia almenys des de l'any 240, en què hauria enviat un emissari a aquesta regió i un monarca hindú n'hauria enviat un altre de retorn a Funan. Segons fonts xineses, al segle v, un braman originari de l'Índia hauria pujat al tron del Regne de Funan i hi hauria imposat els usos i costums de l'Índia.
A part de Linyi i Funan, un gran nombre de petits regnes costers anomenats regnes Cham haurien dominat la costa. Les seves gents s'haurien anat convertint al budisme i a l'hinduisme, que en aquesta època s'estenia per l'Àsia sud-oriental.
Els últims registres del nom Funan en documents històrics xinesos daten de l'any 630. El Regne de Txenla, a l'actual Cambodja, n'hauria estat el successor, ja que segons les fonts els reis de Funan, Bhavavarman i el seu successor Mahendravarman, haurien començat a desplaçar el regne riu Mekong amunt. El rei Isanavarman, fill de Mahendravarman, hauria establert una nova capital del regne a Sambor Prei Kuk, al nord de l'actual Cambodja. Aquest trasllat terra endins hauria estat causat pel declivi del comerç, ja que els vaixells cada cop eren més grans i podien navegar distàncies més llargues, i a poc a poc van deixar de parar a la costa de Funan en la ruta cap a la Xina.
Aquesta reducció del comerç també afectà Linyi, que desapareix dels annals xinesos l'any 793 i que probablement fou envaït per algun dels regnes Txam propers. A partir de l'any 657, els xinesos haurien rebut missions comercials d'un nou regne que ells anomenaren Zhan-po (Txampa).

### Regne independent de Vạn Xuân (544-602)
Cap al final del segle v, la cort imperial creà una nova província, Jiao, que abastava més o menys tota l'antiga regió Lạc Việt. L'any 541, Lý Bí, un secessionista local, liderà un aixecament contra el poder imperial i el 544 es proclamà "emperador de Nán Yuè". Malgrat anomenar també el nou regne Vạn Xuân (deu mil primaveres), el regne com a entitat independent va durar només 58 anys. L'any 543, tropes de Lâm Ấp haurien atacat Nán Yuè des del sud dificultant les tasques de Lý Bí per defensar-se dels atacs des del nord de les tropes imperials xineses. Malgrat arribar a comandar un exèrcit de més de vint-mil soldats, l'any 546 un exèrcit imperial el va derrotar i l'obligà a fugir a les muntanyes. L'any 548, muntanyencs laosians haurien lliurat el cap de Lý Bí als xinesos.
Malgrat la seva mort, els seus seguidors continuaren lluitant contra l'exèrcit imperial i el van fer fora de Nan Yue dos anys després. Assassinat Lý Nam đề el 547, el seu germà gran, Lý Thiên Bảo, esdevingué governant de facto de van Xuân. Lý Thiên Bảo va morir d'una malaltia el 555 i no va deixar hereus; això feu que els militars i oficials triessin Triệo Quang Phuc com a líder i governant. No obstant això, la seva elecció per liderar la guerra contra els Liang no fou indiscutible ja que altres membres prominents de la família de Lý Nam đề van començar a desafiar el lideratge de Triệo Quang Phuc. Altres fonts diuen que el successor oficial en fou Lý Xuan, que hauria regnat fins al 602. Aquest període d'indecisió durà fins a l'any 557, quan finalment arribà un respir per a Van Xuân: la guerra civil dins l'Imperi Liang contra els Jing va fer que l'exèrcit imperial tornés cap al nord per intentar sufocar la revolta. Però l'any 571 l'exèrcit de la nova dinastia Sui xinesa va tornar a l'atac i finalment l'any 602 reconquerí la zona per a l'Imperi xinès.

### Tercera dominació xinesa (602-905)
A principis del segle vii, el cens realitzat per la dinastia Sui indica menys centres de població controlats per l'Imperi xinès a la província de Jiao que no pas els mostrats al mateix cens fet sis segles abans per la dinastia Han. Però amb el canvi de dinastia a la Xina i l'arribada al poder de la dinastia Tang, la regió Việt, reanomenada pels Tang l'any 678 "protectorat d'Annam", va rebre durant els tres següents segles una gran influència i control de l'imperi. La nova capital d'Annam se situà a Đại La, a l'emplaçament de l'actual Hanoi. Malgrat els intents d'assimilació xinesos, la població local va aconseguir mantenir vives les seves llengües tot incorporant-hi nou vocabulari xinès.
Durant aquesta època, se succeeixen les revoltes a la zona contra la dominació imperial. L'any 687 hi hauria hagut la primera revolta de camperols. L'any 722 Mai Thúc Loan hauria liderat una altra revolta aliant-se amb Txampa i Txenla. Més revoltes van tenir lloc els anys 770 i 791, i de l'any 782 fins als 790 el líder rebel local Phùng Hưng hauria regnat sobre la zona posant en dubte el control per part dels Tang. De l'any 803 al 863 fins a sis cops els governants Tang van ser assassinats o van haver de marxar de la regió. També les tropes es van rebel·lar diverses vegades contra les elits dominants durant el segle ix.
En els últims anys de la dominació xinesa, un gran conflicte amb les gents que vivien a les muntanyes i gorges de l'oest que es van associar amb el Regne de Nan Chao va posar en dubte el control de la zona per part de la dinastia Tang. La dinastia Tang col·lapsà l'any 905, la qual cosa va conduir a la regió cap a una època de canvis que culminarien en la independència respecte a l'Imperi xinès.

### Transició cap a la independència (905-938)
Des del col·lapse de la dinastia Tang, Annan va ser regit per líders locals de manera més o menys autònoma. El mateix 905, Khúc Thừa Dụ, va prendre el poder a la zona i declarà fidelitat a la dinastia Liang posterior, que lluitava pel control de l'imperi amb la dinastia Han posterior. A la Xina, l'any 926, la dinastia Liang posterior va perdre la batalla pel poder amb la dinastia Han posterior. La nova dinastia atacà Annan per recuperar-ne el control. El net de Khúc Thừa Dụ, Khúc Thừa My, que el va succeir en el control de la zona, fou capturat per l'exèrcit de la dinastia Han del Sud l'any 930, que eliminà el control de la zona per part de la família Khúc.
Només un any després, Dương Đình Nghệ hauria pres el control de la zona, però l'any 937 hauria estat assassinat per un dels seus generals. El seu fill Ngô Quyền va dirigir un exèrcit contra l'usurpador, que hauria demanat ajuda a l'exèrcit Han. La victòria en la batalla de Bạch Đằng contra l'exèrcit Han, liderat pel príncep Liu Hongcao, fill de l'emperador xinès, per part de Ngô Quyền, significà la independència d'Annam respecte l'Imperi xinès. Ngô Quyền es proclamà monarca i va desplaçar la capital del regne a l'antiga ciutadella Lạc de Cổ Loa.
Per a la major part del període del 207 aC al segle x, Vietnam va estar sota el domini directe de les successives dinasties de la Xina. Vietnam recuperà certa autonomia al 939; i la independència, un segle després, tot i que formalment es va mantenir com un regne vassall de l'Imperi xinès fins a l'arribada de la colonització europea. Durant gran part de la seva història, Vietnam va seguir sent un estat vassall de la molt més gran Xina, i derrotà els tres intents mongols d'invasió durant la dinastia Yuan, quan la Xina era sota domini mongol.
La dominació xinesa de l'actual territori del Vietnam no va arribar mai més al sud de la zona ocupada per l'actual província de Thua Thien-Huê.

## Època monàrquica (938-1858)

### Dinasties Ngô, Đinh i Lê (938-1009)
Ngô Quyền es proclamà monarca l'any 938 i fundà la dinastia Ngô. Per intentar evitar el conflicte amb l'altre clan rival que aspirava a regnar, la família Dương, es va casar amb una de les seves filles. Regnà fins a l'any 944, en què va morir. El germà de la reina va usurpar el tron dels fills de Quyền, però només va estar com a rei fins a l'any 950, en què els fills de Quyền, Ngô Xuong Van i Ngô Xuong Ngap el van deposar. Aquests tampoc van durar massa en el tron i a la mort de Ngô Xương Ngập un buit de poder s'instaurà a la regió.
Đinh Bộ Lĩnh va aprofitar el buit de poder i després de derrotar senyors d'11 clans rivals fundà la dinastia Đinh el 968. Amb l'ascens al tron, Đinh Bộ Lĩnh va voler rebutjar els noms donats pels xinesos (Annam i Joaozhi) i rebatejà el seu regne com a Đại Cồ Việt (Gran Việt) i va traslladar-ne la capital a Hoa Lư. Malgrat el canvi de nom, la Xina no reconeix encara en aquesta època el regne com una entitat política independent i considerava Đinh Bộ Lĩnh com a rei de la província d'Annam.
L'any 979 Đinh Bộ Lĩnh i el seu fill gran foren assassinats, i deixà el seu únic fill restant de cinc anys com a hereu. L'hivern entre als anys 980 i 981, les tropes imperials de la dinastia Song van marxar cap al sud per atacar Đại Việt. Els generals de l'exèrcit, veient que haurien de lluitar per un rei tan petit que no podria recompensar-los, van demanar que Lê Hoàn, un dels generals, prengués el control. L'emperadriu vídua Dương Vân Nga va intervenir-hi i deposà el jove rei, i lliurà el poder a Lê Hoàn, fundant la dinastia Lê el 981. Lê Hoàn va aconseguir fer fora les tropes invasores i consolidà el seu poder, que ocupà fins a la seva mort l'any 1005. El seu fill Lê Ngọa Triều ha estat comparat amb l'emperador romà Calígula pel seu sadisme: torturar persones innocents fins a la mort pel seu entreteniment. Va morir l'any 1009 amb només 25 anys. El comandant de la guarda del palau, Lý Công Uẩn, va prendre el poder.

### Dinastia Lý posterior (1009-1225)
Lý Công Uẩn regnà amb el nom de Lý Thái Tổ i fundà el primer període llarg i relativament estable del Vietnam independent. La dinastia Lý hauria aconseguit l'estabilitat en part per les bones collites i perquè va saber incorporar les deïtats religioses dels diferents pobles a l'imaginari religiós central del regne. La dinastia també s'hauria centrat a promoure millores en l'agricultura fent que les collites milloressin molt, en part pels avanços introduïts però també pel canvi climàtic de l'òptim climàtic medieval, que hauria augmentat les pluges dels monsons i hauria permès augmentar de manera important la producció d'arròs. Cap a la meitat del segle xi, els camperols de la plana del delta del riu Roig haurien convertit pràcticament totes les zones boscoses en zones de conreu. Sembla que aquesta eliminació de boscos hauria sigut la causa principal de l'extinció de l'elefant a les zones costaneres.
Lý Công Uẩn, orfe des de petit, havia estat criat en un temple budista. Això probablement va influir en la gran promoció d'aquesta religió un cop va pujar al tron. Tant ell com el seu successor, Lý Phật Mã (rei amb el nom de Lý Thái Tông), van construir gran quantitat de temples i pagodes. Lý Công Uẩn també va decidir traslladar la capital a Thăng Long. A la nova capital es construïren temples en honor a Buddha, però també en honor de les deïtats locals i fins i tot d'algunes d'estrangeres, en un intent d'incorporar la diversitat religiosa de tot el territori a l'imaginari col·lectiu. Els anys 1022, 1044 i 1069 les campanyes militars van suposar victòries i el saqueig de Txampa. A part de les guerres, els monarques també mantenien relacions diplomàtiques amb Txampa i Chenla. L'any 1076, les tropes de la dinastia Song xinesa haurien envaït el nord del país. Segons fonts xineses, haurien derrotat l'exèrcit de Đại Việt i s'haurien retirat, però les fonts locals, com ara el Việt sử lược, indiquen que la victòria hauria estat vietnamita i que l'exèrcit xinès hauria marxat amb baixes de l'ordre del 60% de les tropes.
L'estabilitat de la dinastia permeté començar a crear una burocràcia administrativa en què el poder es va anar distanciant a poc a poc de la figura del monarca. Aquest traspàs de poder dels senyors locals que l'havien exercit a l'estil feudal a un sistema administratiu centralitzat amb funcionaris estatals hauria centrat les bases de l'estat vietnamita modern. Una d'aquestes posicions, la de thái úy (comandant militar en cap), prendria molta importància en diversos moments de la dinastia, especialment quan els reis accedien al tron sent menors d'edat. La posició de thái úy esdevingué pràcticament hereditària i al segle XII es va convertir en una posició amb més poder fins i tot que la del mateix monarca. El més poderós ocupant d'aquest càrrec hauria esta Đỗ Anh Vũ, que hauria acumulat tant de poder i influència que pràcticament totes les decisions del regne haurien passat per ell. El mateix Đỗ Anh Vũ dirigí la campanya militar per combatre els atacs i les invasions, primer de Chenla a partir de l'any 1128, i a partir del 1132 de Chenla i Txampa conjuntament.

### Dinastia Trần (1225-1400)
La debilitat monàrquica i una estratègia d'influències i casaments de la família Trần va acabar precipitant el canvi de dinastia. El príncep hereu es casà amb Trần Thị, la filla del patriarca del clan Trần (Trần Lý). Poc després de la coronació del príncep hereu com a emperador Lý Huệ Tông, la familia Trần i en especial Trần Thủ Độ, el nebot del patriarca, que s'havia convertit de facto en qui controlava la cort, el va obligar a abdicar a favor de la seva filla de 7 anys, que havia estat casada amb Trần Thái Tông, el nebot de Trần Thủ Độ. Aquesta, alhora, va ser obligada a abdicar a favor del seu marit, que es va convertir en el primer emperador Trần, entre 1225 i 1258. Trần Thủ Độ, que va ser qui ocupà part del poder fins a la seva mort l'any 1264, ordenà l'assassinat dels membres restants de la família Lý, i eliminà així definitivament aquesta dinastia.
Els primers 150 anys de la dinastia van coincidir amb l'època de més calor de l'òptim climàtic medieval a la regió. Les collites van millorar, s'introduïren avenços en l'agricultura i es van construir dics de control de les aigües. Aquestes circumstàncies haurien fet que la població del delta del riu Roig passés de 1,2 a 2,4 milions de persones entre els anys 1200 i 1340.
L'any 1257, les invasions mongols de la Xina van fer que Khublai Khan demanés poder passar les seves tropes per encerclar les de la dinastia Song. En ser-li refusada la petició per part de Trần Thái Tông, els mongols van envair el país. Hi va haver diverses invasions aquell any i el següent, que haurien acabat amb el saqueig de la capital. L'any 1284 s'haurien repetit les invasions pel sud i al 1285 pel nord. Malgrat donar-se moments en què semblava que les tropes del nou emperador de la dinastia Yuan prevaldrien, finalment cap a la meitat de 1285 les tropes vietnamites derrotaren l'exèrcit invasor.
L'estabilitat dinàstica es veuria finalment afectada pels canvis climàtics a partir de la meitat del segle XIV. Del 1340 cap a ben entrat els 1360 el territori de Đại Việt va patir la pitjor sequera de què se'n té registre. La productivitat agrícola hauria caigut en picat i la fam s'hauria estès pel regne. Això provocà revoltes camperoles i bandes d'habitants rurals famèlics que es van armar i convertir en bandes de lladres.
L'any 1960 Txampa hauria atacat Đại Việt. La guerra portà al saqueig de la capital Thăng Long diverses vegades els anys 1371, 1377, 1378 i 1383. Per pagar el cost de la guerra, s'introduïren nous impostos que van fer augmentat encara més el descontentament i les revoltes populars. La sequera, les guerres, les revoltes i les malalties generaren una crisi tal que la població s'hauria reduït una tercera part entre 1340 i l'any 1400. La crisi implicà un augment de la divisió regional, especialment marcada entre la zona nord del delta del riu Roig i la zona sud, molt influenciada pels períodes d'ocupació per part de Txampa. Cap al 1390, les tropes de Đại Việt, gràcies a l'ús d'armes de foc, haurien derrotat definitivament les tropes de Txampa i mort el seu rei Po Binasuor.

### Dinastia Hồ (1400-1407) i 4a dominació xinesa (1407-1427)
La dinastia Hồ va durar només els set anys inicials del segle XV. Hồ Quý Ly va assassinar l'emperador Trần i va usurpar el tron l'any 1400 després d'algunes dècades d'anar-se fent progressivament amb el control de la cort i del seu segon fill, Hồ Hán Thương, a qui nomenà emperador l'any 1401, quedant ell com a emperador emèrit, que en realitat era la figura que tenia el poder. Malgrat la curta durada de la dinastia, hi va haver força canvis. Hồ Quý Ly traslladà la capital de Thăng Long a Thây Đô, molt més al sud, canvià el nom del país a Đại Ngu. També creà un nou exèrcit terrestre i naval, va fundar les primeres fàbriques d'armament del país i va fer obligatori l'ús del sistema d'escriptura Chữ Nôm (que feia servir els caràcters xinesos per representar el vietnamita) per als textos administratius. També adoptà polítiques expansionistes, atacant i annexionant les províncies de més al nord de Txampa els anys 1400 a 1403.
La dinastia arribà al seu final després de les invasions de la dinastia Ming al 1406 i 1407, any en què Yongle va capturar Hồ Quý Ly  i va incorporar el regne com a província de Jiaozhi. Hi ha fonts que diuen que fou assassinat per la dinastia Ming quan va anar a Yen Kinh (Pequín); altres consideren que es va exiliar com a soldat a Guangxi i va morir pocs anys després. Segons Minh Thuc Luc, el pare i el fill Ho Quy Ly haurien estat perdonats.
L'ocupació i annexió per part de la dinastia Ming va durar 20 anys, fins que un terratinent del sud, Lê Lợi, es va aixecar en 1418 i l'any 1427 i va prendre el poder.

### Dinastia Lê posterior (1427-1788)
Lê Lợi va restablir el nom de Đại Việt al país. Va continuar fent servir Thây Đô, com a segona capital, completant una transició de poder cap a les províncies de més al sud. També invertí molt en la construcció d'un exèrcit potent, es van construir vaixells de guerra i es va exercir un fort control sobre la producció de pólvora i la venda dels productes necessaris per fabricar-la. Probablement, per la recent invasió Ming, es va voler des del poder deixar clar que els costums propis eren la vestimenta i la llengua vietnamita per diferenciar clarament l'imperi dels seus veïns.
Es van fer reformes en l'administració pública, les lleis i el sistema de propietat de la terra. Es recuperà el sistema d'exàmens per accedir a l'administració pública, que ja s'havia usat anteriorment; es van imposar diferents nivells de pena segons els crims comesos i començà un procés de reforma agrària per distribuir en part les terres i regular-ne els contractes d'arrendament. La reforma assentà les bases per canviar l'economia agrària d'un sistema més latifundista al segle xiv a un que prioritzava una major atomització de la propietat. Aquests canvis van permetre que els més pobres, tot i ser encara pobres, tinguessin una manera de guanyar-se la vida i evità que la terra s'acumulés en mans de famílies poderoses. Això reforçà el poder de l'estat enfront del de les grans famílies.
Els canvis van començar sota Lê Lợi, que fou emperador del 1427 al 1434, i van continuar amb els seus successors Lê Thái Thông (r. 1434-42), Lê Nhân Thông (r. 1443-59) i especialment amb Lê Thán Tông, que ocupà el poder durant gairebé quaranta anys (1460-97). El regnat d'aquest transformà de manera rellevant l'ordre social, amb una gran influència del neoconfucianisme. També es reforçà la identitat nacional amb nous relats pseudohistòrics, en què es remarcava l'origen del poble vietnamita en la dinastia Hồng Bàng i es rebutjaven elements d'evidència històrica com els tambors de bronze d'aquesta època com a elements bàrbars de tribus de les muntanyes.

#### Invasió i genocidi dels txams
Aquesta diferenciació entre la manera "correcta" de comportar-se (la vietnamita) i les "bàrbares", tan pròpia del neoconfucianisme, així com la superioritat tecnològica respecte a molts dels pobles veïns, motivà l'expansionisme i el genocidi dels txams durant el final del segle xv i principis del XVI per part de l'estat vietnamita. Ja al 1446, les forces de Đại Việt van envair Txampa i saquejaren la capital, Vijaya. Al 1450 de nou Đại Việt envaí Txampa i va fer 33.500 presoners. Sota el regnat de Lê Thán Tông, a la dècada dels 1460, Đại Việt feu incursions per saquejar territoris de Txampa. AL 1469 Lê Thán Tông demanà que Txampa es convertís en un estat vassall, i això feu esclatar la guerra entre els dos regnes al 1470. La guerra fou curta i brutal, les tropes de Lê Thán Tông van ocupar i annexar bona part del territori Txam. Desenes de milers de presoners van ser deportats cap al nord i convertits en esclaus. El seu fill Lê Hiến Tông feu una política continuista, i el seu successor Lê Uy Mục, al·legant un suposat pla per atacar l'estat, l'any 1509 ordenà l'extermini de tots els presoners txams i de pràcticament tots els txams que vivien a prop de Thanng Long.

#### Divisió i pèrdua de poder imperial
Malgrat els intents de reforçar l'estat central, a principis del segle XVI la dinastia Lê posterior perdé bona part de poder. Aquesta pèrdua hauria estat en part derivada de canvis climàtics que van empitjorar molt les condicions respecte les del segle XV. A principis del segle xvi, s'haurien succeït anys de sequera amb anys de fortes inundacions, probablement degudes aquests últimes, en part, a la gran tala d'arbres de zones muntanyoses que s'havia dut a terme per construir cases pel gran increment de població del segle xv (Đại Việt hauria passat d'1,9 milions d'habitants el 1417 a 4,4 milions al 1490).
La dinastia Lê necessitava cada cop més el suport de dos clans guerrers a la cort, els Trịnh i els Nguyễn. Mạc Đăng Dung, que dirigí les operacions militars per contrarestar diverses revoltes entre 1518 i 1521, s'anà fent amb el control militar del país. Al 1527 hauria executat l'emperador Lê An i el seu predecessor i s'hauria fet amb el poder. Els hereus de la família Lê haurien recorregut als clans guerrers dels Trịnh i els Nguyễn per recuperar el tron, i això provocà anys de guerra civil i divisió interna. Aquests enfrontaments servirien per anar recuperant el poder del clan Mạc, però van fer també que el país es dividís internament entre Đàng Ngoài (literalment Regió Exterior, si bé era la zona nord) i Đàng Trong (que significa 'Regió Exterior' i era la zona sud) controlats respectivament pel clan Trịnh i el Nguyễn. Amb la divisió es començà a crear una identitat diferenciada al sud. La regió s'allunyà del neoconfucianisme, va tornar al culte als esperits i a la figura femenina, i va permetre un ressorgiment del budisme que havia estat marginat al nord les últimes dècades. Es va reduir la visió etnicista d'un poble superior als seus veïns i s'acceptà part de la cultura txam i incorporà alguns dels seus rituals.
Nguyễn Hoàng va obrir la regió de Đàng Trong al comerç internacional amb intercanvis habituals amb el Japó del Shogunat Tokugawa, contactes amb portuguesos i holandesos i vaixells xinesos, i s'arribà habitualment a Hội An i Thuận Hóa per comerciar des d'aquí amb el Japó. La zona de Đàng Ngoài, controlada pels Trịnh, que no eren tant partidaris del comerç marítim i el volien controlar i posar-li impostos, quedà molt enrere quant a activitat comercial en comparació al sud.

#### Arribada de missioners europeus
Des del segle XVI, missioners de diversos ordes catòlics van començar a fer proselitisme per tot el territori de Đại Việt. Però a principis del segle xvii, algunes sospites sobre les intencions dels missioners van portar a Nguyễn Phúc Nguyễn, fill i successor de Nguyễn Hoàng, a prohibir el cristianisme l'any 1631. També al nord pocs anys després es prohibí el cristianisme. Malgrat les prohibicions, el jesuïta francès Alexandre de Rhodes considerava al 1650 que hi havia en aquell any uns 300.000 conversos al país. El mateix de Rhodes publicà al 1651 un catecisme en llatí i vietnamita que es convertiria en el primer llibre publicat en el nou alfabet romanitzat que el mateix de Rhodes havia ajudat a crear per escriure l'idioma local.
D'aquesta època de contacte amb missioners europeus resta el registre de la sorpresa d'aquests en veure la llibertat amb què les dones del sud es comportaven i comerciaven. La manera d'actuar de les dones de Đàng Trong, molt més lliures que les del nord, escandalitzava molts estrangers, mentre que alguns van deixar per escrit que les dones al nord es comportaven com el que ells consideraven adequadament. Les diferències nord-sud sorgides de l'annexió de bona part de Txampa i de la divisió del país de principis del segle XVI eren ben evidents també als forans.

#### Guerra Civil, expansionisme del sud
A part de promoure el comerç, els senyors Nguyễn van estendre les fronteres del territori de Đàng Trong cap al sud i l'oest. Al 1611, en resposta a un atac de Txampa, Nguyễn Phúc Nguyễn annexà el territori de Phú Yên. La zona va ser repoblada amb presoners de la guerra civil amb el nord poc després. Al 1653 Đàng Trong va envair Txampa movent la frontera encara més al sud fins a Nha Trang. Entre 1697 i 1728 progressivament els senyors Nguyễn van anar conquerint pràcticament la totalitat del territori de l'antic Regne de Txampa. Paral·lelament, els Nguyễn també van tenir llargs períodes de guerra civil amb els Trịnh entre el 1627 i el 1672.
L'expansió cap al sud i la llarga guerra civil amb el nord va fer que els Nguyễn s'anessin poc a poc distanciant dels seus veïns del nord. No sols dels senyors Trinh, els que manaven al nord realment, sinó també de la figura dels emperadors Lê que fins llavors no havien posat en qüestió. L'any 1702 aquesta tendència culminà amb la petició a la dinastia Qing xinesa que reconegués Đàng Trong com un estat vassall independent. Els Qing van refusar-ho.

#### Crisis que van posar fi a la dinastia
Al nord a part del dispendi de la guerra contra els Nguyễn, els Trinh es van haver d'enfrontar poc després a un clima molt advers. Entre 1663 i el 1686, sequeres i inundacions recurrents acabarien comportant grans períodes de fam que derivarien en inestabilitat i revoltes. Tot i reduir-se la freqüència d'aquests esdeveniments extrems, inundacions i sequeres s'haurien repetit de manera menys constant fins al 1740, però s'haurien accentuat a partir d'aquesta data amb anys extremament secs seguits de períodes d'inundacions. La incapacitat de l'administració pública per buscar solucions a aquests problemes, entre altres coses perquè els llocs de funcionari públic haurien passat de concedir-se per mèrit als exàmens a vendre's per una suma fixa, i les revoltes derivades d'aquestes crisis, que van començar a tenir major durada, acabarien suposant a final de segle la fi de la dinastia Lê.
Aquest final dinàstic es va deure també a canvis al sud. Đàng Trong havia estat molt més pròsper que Đàng Ngoài, ja que depenia no tant de l'agricultura pròpia sinó més del comerç. Però aquesta prosperitat es posà en qüestió al segle xviii. El moviment d'habitants viètics a la part est del delta del Mekong generà un gran conflicte amb Cambodja. En un intent de recuperar la zona per als seus habitants Khmer, Cambodja hauria realitzat diversos atacs a la zona i hauria massacrat els habitants d'origen vietnamita del seu territori. Del 1700 al 1772 almenys vuit vegades hi hauria hagut intervencions militars de Đàng Trong a Cambodja i aquest últim hauria envaït i massacrat la població vietnamita en diverses zones del delta del Mekong. El clima tampoc fou benèvol amb el sud: s'hi registraren períodes de fam almenys al 1752 i a 1774 al port d'Hội An, principal port per al comerç internacional de Đàng Tronges, que progressivament s'omplí de sediments fins al punt que quedà impracticable per al comerç marítim; el centre del comerç amb el sud es va desplaçar al port de Sài Gòn.
Tots aquests canvis sumats a crisis de successió dinàstica tant al sud al 1765 com al nord al 1780 i a revoltes diverses posarien fi a la dinastia Lê posterior.

### Dinastia Tây Sơn (1778-1802)

#### Revolta i arribada al poder
Malgrat que l'arribada al poder de la dinastia Tây Sơn es data al 1778, la rebel·lió que els posaria al tron començà l'any 1771 als turons de Quảng Nam. Els seus líders, els germans Nguyễn, eren originaris del poble de Tây Sơn i per això se'ls coneix amb aquest nom (i per diferenciar-los dels senyors Nguyễn que dominaven el sud a la mateixa època). Aquell any, van anar reclutant seguidors entre els habitants descontents de la zona i van començar accions de confiscació de propietats als rics i distribució d'aquestes entre els pobres. Aquestes accions esdevingueren campanyes militars i l'any 1773 ja controlaven la zona que va des de Quảng Ngãi al nord fins a Bình Thuận al sud. A mida que es feien forts, Nguyễn Nhac i els seus dos germans van anar reclutant més adeptes entre les minories bahnar i txam, pirates xinesos i mercaders vietnamites.
Al 1775, des del nord, els Trinh van atacar els rebels Tây Sơn. Atrapats entre els atacs pel sud dels Nguyễn i els del nord dels Trinh, Nguyễn Nhac va oferir als Trinh aliar-se amb ells i aquests van acceptar. Al 1776, el germà mitjà Tây Sơn, Nguyễn Lu, va aconseguir ocupar Saigon i matar Dinh Vuong, el monarca, i part de la família dels senyors Nguyễn. Després d'aquesta victòria l'any 1778, Nguyễn Nhac s'autoproclamà Thái Đức (emperador) i deixà clar que no reconeixia la dinastia Lê com a sobirana. La derrota dels Nguyễn, però, no va ser total: el nebot del monarca assassinat Nguyễn Áhn va reunir un exèrcit i recuperà part del territori perdut, i fins i tot va prendre el control del Regne de Cambodja. Finalment Nguyễn Nhac va aconseguir derrotar una de les grans invasions planificades per Nguyễn Áhn, que va haver de retirar-se'n, però envià el seu fill a França per oferir-li un tracte per ajudar-los.

#### Breu unificació i decadència
Al 1786, Nguyễn Nhac va dirigir els atacs cap al nord i el mateix any van aconseguir entrar a la capital Thang Long. Però el control al nord era inestable i entre 1986 i 1988 la ciutat canvià de mans diverses vegades. L'any 1988 el deposat emperador Lê Chiêu Thống va aconseguir l'ajuda de la dinastia Qing xinesa i un exèrcit recuperà THang Long i reinstaurà breument la dinastia Lê. Finalment, al 1789 el germà petit Nguyễn Huệ derrotà l'exercit xinès i va prendre el poder al nord. Les victòries dels germans Nguyễn van aconseguir finalment que tot el país estigués controlat més o menys per una sola dinastia, però a poc a poc aquesta unió es desfeu. Aviat el país restà dividit en les tres regions històriques. El germà petit, Nguyễn Huệ, controlava el nord, el germà mitjà, Nguyễn Lữ controlava el sud i el gran Nguyễn Nhac controlava la costa central. La divisió no va quedar aquí sinó que aviat va anar a més, i Nhac i Huệ van començar a enfrontar-se militarment.
Els enfrontaments entre Nhac i Huệ van debilitar el sud en demanar Nhac reforços per lluitar contra el seu germà. Això ho aprofità Nguyễn Áhn per tornar a envair la zona del delta del Mekong al 1787 i aconseguir el control total de la zona al 1790. Els Tây Sơn ja no recuperarien mai el control sobre aquesta zona. Al 1792, va morir sobtadament Nguyễn Huệ, els següents anys al nord van estar plens d'inestabilitat. Finalment Nguyễn Áhn va aconseguir derrotar els Tây Sơn l'any 1802.

### Dinastia Nguyễn (1802-1945)

#### Gia Long (1802-1819)
Després de la seva victòria contra la dinastia Tây Sơn, Nguyễn Áhn adoptà el nom per regnar de Gia Long (r. 1802-1819). La capital es desplaçà cap al sud a Huế. L'any 1804, Gia Long demanà permís a la dinastia Qing per reanomenar el país com a Nam Yue (en vietnamita Nam Viet); la resposta de la dinastia Qing fou que autoritzava a fer-ho però invertint els termes. Apareix aquí per primer cop a petició de l'Imperi xinès el nom de Việt Nam, tot i que posteriorment s'adoptaria el nom de Đại Nam per al país. Malgrat aquestes formalitats que mostren una submissió encara a l'Imperi xinès, en aquesta època Gia Long va anar diferenciant el país dels costums xinesos en molts aspectes. Es feu obligatori saber escriure en l'alfabet romanitzat per poder accedir a certs càrrecs i es va donar prioritat al vietnamita sobre el xinès. Es van decretar festius oficials diferents als de la Xina. Malgrat aquestes petites diferències respecte l'Imperi xinès, l'estructura administrativa i la ideologia tenien més del confucianisme xinès que no pas de la tradició local. Però les dificultats geogràfiques van fer que alguns dels costums, com ara la roba a l'estil xinès que Gia Long imposà, quedessin només a la zona de Hue, mentre que el nord i el sud mantingueren les formes de vestir tradicionals vietnamites i khmer respectivament.
Durant el regnat de Gia Long, es va seguir amb l'expansionisme, aquest cop cap al territori de Cambodja. Zones de Cambodja del delta del Mekong van ser ocupades per colons vietnamites; els khmer van tornar a massacrar diverses vegades aquests habitants en un intent de mantenir el control de la zona. Però Cambodja també estava en conflicte amb Siam; i el rei khmer, Cham, va oferir a Đại Nam ser el seu estat vassall. Malgrat aquest acord, el conflicte amb Cambodja es va allargar més enllà de la mort de Gia Long, al 1819.

#### Minh Mạng (1820-1841)
Al 1819, Gia Ling va morir i el va succeir el seu fill, que va regnar amb el nom de Minh Mạng. Minh Mạng adoptà una política molt més clàssica i uniformista que el seu pare. Va prohibir l'ús de l'alfabet romanitzat, el Chữ Nôm, en molts àmbits en què abans s'havia incorporat; va fer fora els assessors occidentals de la cort i al 1825 intentà prohibir el catolicisme. A partir de 1833 començà a executar capellans, missioners i conversos. L'intent d'uniformisme arribà fins i tot a la forma de vestir, al 1828 i al 1837 es van fer edictes per ordenar a les dones del nord que fessin servir pantalons en lloc de faldilles. Va ordenar també l'assimilació de la població khmer del delta del Mekong, obligant-los a educar-se amb els funcionaris estatals i no amb els monjos per així aprendre els costums vietnamites.
A partir de 1827, Minh Mạng va envair part de Laos i ocupà Cambodja. Això va fer que al 1833 l'exèrcit siamès del rei Rama III s'enfrontés amb el de Minh Mạng fins al punt d'envair part de Đại Nam al 1834, any en què van haver de retrocedir. Amb l'exèrcit siamès retrocedint, Việt Nam va prendre el control de Phnom Penh i va declarar Cambodja una província del regne. Els intents d'assimilació dels khmer van portar a revoltes a Cambodja a partir de 1837, i al 1840, després que Minh Mạng empresonés la princesa khmer, a una revolta general que es va estendre per tot el país. Batalles i revoltes internes contra les tropes siameses van continuar durant anys. Minh Mạng va morir al 1841, però les hostilitats van continuar fins que al 1847 Đại Nam i Siam van acordar la retirada mútua de Cambodja.
A Minh Mang el va succeir l'any 1841 Thiệu Trị, que només regnà fins a l'any 1847. A la seva mort, la cort va decidir donar el tron a Tự Đức, negant-lo al seu germà gran. Això creà un conflicte de successió que acabà quan al 1848 Hong Bao, el germà gran, fou executat junt amb vuit membres de la seva família. Tự Đức regnaria fins a l'any 1883, tot i que a partir de 1859 el seu poder es veuria reduït per la colonització francesa.

## Època moderna

### Colonització francesa
Vietnam i la resta de la Cotxintxina era rica en arròs i opi, i quan van poder portar-se llavors de l'Amazones, també en cautxú. Tant és així que arribà a contribuir decisivament a la crisi de les explotacions de cautxú d'Amèrica del Sud. A més, era rica en metalls d'importància estratègica com l'estany. Finalment, tota la península resultava una posició estratègica important d'Àsia, i en la ruta de França cap a la Xina. Per això París esperava obtenir de l'Àsia sud-oriental importants beneficis. Els francesos es van assentar tant a Vietnam com a Laos i Cambodja, aixecaren i transformaren ciutats a l'estil occidental, i Saigon en fou un dels principals exemples. Els europeus van deixar l'antiga capital imperial Hue com un referent merament moral i el seu emperador amb una precària guàrdia personal, però va aconseguir conservar el seu poder moral.

#### Conquesta de la Cotxinxina

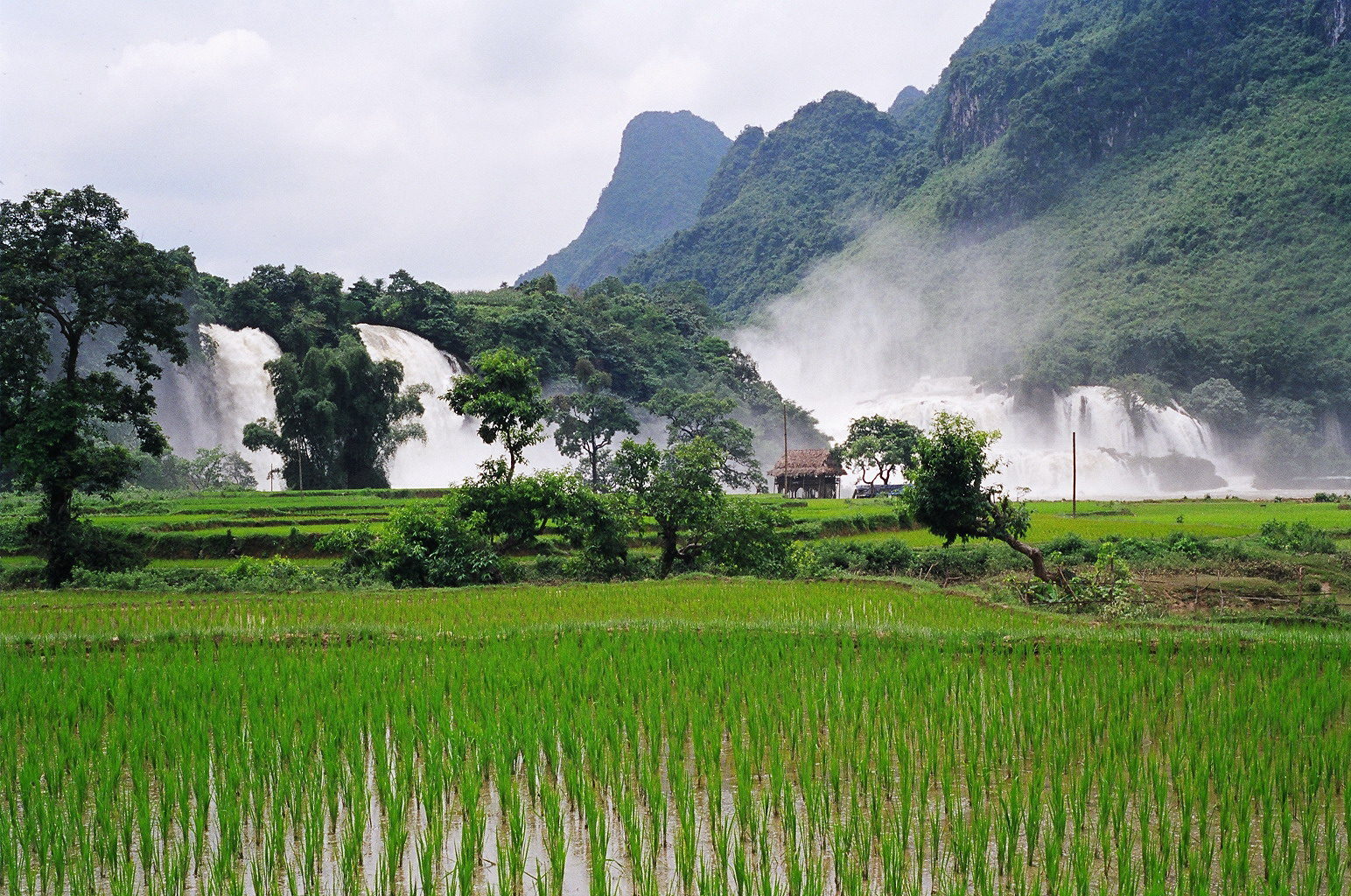
Per les seves grans produccions d'arròs i els seus recursos naturals, Vietnam va ser la Joia de l'Imperi colonial francès.

El període independent acabà en la segona meitat del segle xix, quan el país fou colonitzat pel Segon Imperi Francès, que posteriorment es convertiria en la Tercera República Francesa. Ja al 1847 s'havien rebut atacs per part de França a Đà Nẵng. Aquests atacs haurien creat una reacció antieuropea i anticatòlica al país. Seguint les ordres de Tự Đức s'haurien executat milers de vietnamites catòlics, capellans locals i missioners. França hauria tornat a atacar al 1856. Finalment al 1859, els francesos, que haurien emprat com a pretext l'execució de missioners europeus, va prendre el control de Saigon i el va declarar un port lliure per al comerç de "nacions amigues".
Després de diverses derrotes contra els francesos, l'any 1862 Tự Đức lliurà el control als francesos de les tres províncies més orientals de la regió de la Cotxinxina. A partir de llavors França col·locà els seus funcionaris i deposà els literats confucianistes vietnamites. També començà a construir escoles amb l'objectiu d'erradicar l'ús dels caràcters xinesos i que s'imposés l'alfabet romanitzat. L'any 1879, França ja controlava les províncies occidentals de Cotxinxina i al 1883 ja gairebé tot el territori de Đại Nam, malgrat resistències internes que durarien anys. Els francesos van dividir el país en tres protectorats, Cotxinxina, Annam i Tonkin, que juntament amb el protectorat de Cambodja i el de Laos configurarien l'estat d'Indoxina francesa.
La presa de control del país, tot i fer-se en pocs anys, causà grans tensions i enfrontaments basats en al religió. L'any 1873, grups de catòlics locals s'haurien unit a milícies franceses, algunes fins i tot liderades per missioners francesos i haurien atacat i destruït alguns temples i pobles, i assassinat la població no catòlica. Això generà una reacció dels erudits confucianistes locals que es va conèixer com la "Revolta dels Erudits", que no acceptaven la tolerància de la monarquia amb la invasió francesa. La revolta acabà amb milers de catòlics morts i centenars de comunitats catòliques atacades. Van ser les forces monàrquiques les que van haver de lluitar durant quatre mesos per frenar aquesta revolta. Uns mesos més endavant, una nova revolta descontenta amb la tolerància de la dinastia Nguyễn intentà promoure la restauració de la dinastia Lê.
És en aquest període, especialment a partir de 1868, que el quốc ngữ va substituir de manera ràpida l'escriptura de l'idioma en Chữ Nôm (escriptura en caràcters xinesos). Entre el 1868 i el 1907, haurien aparegut vuit diaris locals en quốc ngữ i la primera novel·la escrita en l'alfabet romanitzat. L'expansió d'aquest alfabet va influir molt ja que facilità l'entrada de noves idees d'Occident. La figura de Trương Vĩnh Ký hauria estat clau en aquest procés d'adopció de l'alfabet actual.

#### Conquesta de Tonquín
L'any 1882 l'exèrcit francès envaí Tonquín. L'arribada no va ser benvinguda pels mandarins locals, que van organitzar-ne la defensa i van reclutar tropes de diferents parts del país. Al mes d'abril tropes liderades pel comandant de la divisió naval, Henri Rivière, van entrar a Hanoi. Malgrat aquesta ràpida victòria, el conflicte amb forces vietnamites i xineses duraria els següents 14 anys. Aquest atac i invasió del nord no fou tampoc benvingut per alguns sectors francesos que apostaven per la negociació amb Hue en comptes de la intervenció militar i criticaven que aquest atac havia fet entrar en batalla forces xineses.
L'Imperi xinès envià 30.000 tropes al nord de Vietnam a principis de 1882. Tự Đức informà desesperadament al tribunal xinès que el seu estat tributari estava sent atacat. Al setembre, disset divisions xineses (200.000 soldats) van creuar les fronteres sinovietnamites i van ocupar províncies al nord del riu Roig. El 25 de març de 1883, Rivière atacà i s'apoderà de les mines de carbó Hon Gai. Amb el suport de l'estat xinès, Liu Yongfu i els Banderes Negres van decidir atacar Rivière. El 19 de maig de 1883, Rivière i les seves tropes van ser emboscades pels Banderes Negres i van morir en la segona batalla de Cầu Giấy. La notícia de la mort de Rivière provocà reaccions internacionals i ràbia entre el públic francès. El Parlament francès votà ràpidament per la conquesta de Vietnam. El 27 de maig, el governador de la Cotxinxina francesa enviat pel govern francès va dir: "França es venjarà dels seus valents fills". Milers de tropes franceses i xineses es van abocar al nord del Vietnam.
Tự Đức va morir el 17 de juliol. El germà de Tự Đức, Hiệp Hòa, fou entronitzat el 30 de juliol; la cort, però, estava dominada per tres regents: Nguyễn Văn Tường, Tôn Thất Thuyết i Tran Tien Thanh. El 15 d'agost, la flota francesa dirigida per Francois-Jules Harmand i Amédée Courbet arribà a Thuận An, la porta marítima que condueix a la capital vietnamita de Hue, per preparar un assalt directe. Harmand va exigir als dos regents Nguyễn Văn Tường i Tôn Thất Thuyết que lliuressin el Vietnam del Nord, el Vietnam del Nord-Centre (Thanh Hoá, Nghệ An, Hà Tĩnh) i la província de Bình Thuận a la possessió francesa i que acceptessin un resident francès a Huế que pogués exigir audiències reials. Va enviar un ultimàtum als regents que "el nom de Vietnam ja no existirà en la història" si es resistien.
El 18 d'agost, els vaixells de guerra francesos van començar a bombardejar posicions vietnamites a la ciutadella de Thuận An, aniquilant totes les armes vietnamites. Dos dies després, a l'alba, Courbet i els francesos van aterrar a la costa. L'endemà al matí, totes les defenses vietnamites a Hue van quedar desbordades pels francesos. Hiệp Hòa envià el mandarí Nguyen Thuong Bac per negociar. Harmand els va dir: "Heu de triar entre la guerra i la pau. Si escolliu la guerra, serà la destrucció total del vostre país. Si escolliu la pau, estem disposats a ser generosos. No pretenem prendre el vostre país, però sí que heu d'acceptar la nostra protecció. Això aportarà seguretat, pau i prosperitat als vietnamites, i també és l'única possibilitat de sobreviure per a la vostra monarquia".
El 25 de setembre de 1883, dos funcionaris judicials, Tran Dinh Tuc i Nguyen Trong Hop, van signar un tractat de vint-i-set articles conegut com a Acord Harmand. Els francesos es van apoderar de Bình Thuận; Da Nang, Qui Nhon es van obrir al comerç; l'esfera dirigent de la monarquia vietnamita es va reduir al Vietnam Central mentre que el Vietnam del Nord (Tonquín) es va convertir en un protectorat francès. No obstant això, les forces locals vietnamites al nord van rebutjar l'edicte del tribunal per lliurar les seves armes i van continuar lluitant com a partisans aliats amb les banderes negres i les forces xineses. França va haver de lluitar a Tonkin fins al 1889 per neutralitzar tota la resistència vietnamita. El 6 de juny de 1884, França signà amb el tribunal de Hue el tractat de Patenôtre; declarà Vietnam protectorat francès, consolidant la sobirania francesa sobre tot el país de Vietnam.
Ara la guerra estava entre l'Imperi xinès i la República de França per la superioritat al nord del Vietnam. El 14 de desembre de 1883, 5.500 francesos van atacar 9.500 Banderes Negres xinesos a Sơn Tây i van prendre la ciutadella el 17 de desembre. Les forces franceses van capturar les ciutats de Bắc Ninh, Hưng Hoá i Thái Nguyên el març i abril de 1884, i van arribar a Lạng Sơn el juny. Al novembre, la ciutadella francesa de Tuyên Quang fou assetjada per 15.000 xinesos. El setge s'aixecà el març de 1885. Lạng Sơn va ser finalment capturat al febrer per 9.000 francesos. A la primavera de 1885, França havia expulsat la major part de l'exèrcit xinès del nord del Vietnam. Al final de la guerra, es van presentar més de 42.000 tropes franceses al nord de Vietnam. El ministre d'Exteriors xinès Li Hung Chang i Patenotre van signar el tractat de pau de Tien Tsin entre França i Xina el 9 de juny de 1885, van posar fi a la Guerra sinofrancesa, van confirmar la possessió francesa d'Indoxina: Annam era finalment un estat vassall francès.

### Anys de resistència
El tractat de pau de 1884, ratificat al 1885, no suposà el final de les hostilitats. La successió de Tự Đức generà conflicte a la cort i finalment, després de tres monarques que van durar molt poc en el càrrec, es coronà el seu nebot de catorze anys Hàm Nghi. El regent a càrrec del Ministeri de Guerra, Tôn Thất Thuyết, va reorganitzar les forces vietnamites a les muntanyes de Tân Sở. Aquestes forces van atacar als francesos a Hue sense èxit al 1885, però Tôn Thất Thuyết va aconseguir emportar-se el monarca a les muntanyes i organitzà un moviment de resistència anomenat Moviment Cần Vương (ajuda al rei), que pretenia unir la lleialtat al país i a la monarquia que no havia estat possible pel col·laboracionisme amb els francesos de Tự Đức. La revolta Cần Vương captà aviat molts adeptes, i no va ser fins al 1892 que les forces franceses van poder capturar els últims rebels a la regió de Bình Định. A les muntanyes del centre del país la resistència antifrancesa aguantà fins entrat al segle xx. Les zones muntanyoses no van ser totalment controlades pels francesos fins al 1899 i l'últim rebel contra els francesos, Hoàng Hoa Thám, va resistir fins al 1913.
El relleu de la resistència armada l'agafà una nova generació que la va liderar des del vessant ideològic. Dos dirigents intel·lectuals més destacats d'aquesta època van ser Phan Bội Châu i Phan Châu Trinh. Els dos van participar de joves en el moviment Cần Vương i es van conèixer a Hue l'any 1903. Allà es feren amics i iniciaren una campanya per abolir el sistema de mandarinat a l'estil xinès tan arrelat des de feia segles, i per modernitzar el país. Phan Bội Châu fou el primer que va cridar l'atenció dels francesos com a potencialment perillós per les seves idees. Al 1904 Phan Bội Châu reclutà per a la seva causa el besnet de Gia Long, el marquès Cường Để, i amb ell fundà en secret l'Associació de Modernització del Vietnam (Duy Tân Hội). La seva era una visió molt més oberta del país, amb complicitats amb els catòlics locals per a junts construir el moviment anticolonial. Malgrat els inicis comuns, Phan Bội Châu i Phan Châu Trinh acabaren distanciant-se per la seva visió diferent de com es podia aconseguir la independència del país. Phan Bội Châu creia que primer calia fer fora els francesos, mentre que Phan Châu Trinh creia que primer calia abolir la monarquia i apostar fortament per l'educació de tota la població i a partir d'aquí construir el camí cap a la independència. Tot i haver hagut de passar anys a l'exili i a la presó, la seva influència va ser molt important.

#### Canvis culturals i socials
El sistema d'exàmens per accedir a l'administració pública basat en el sistema xinès que Phan Bội Châu i Phan Châu Trinh havien intentat suprimir per antiquat, es va acabar eliminant l'any 1916 a Tonquín i el 1919 a Annam. A més, alguns canvis introduïts pel govern colonial permeteren augmentar dràsticament el nombre d'estudiants en les escoles primàries. Si l'any 1910 hi havia només uns 5.000 estudiants de primària a les escoles públiques, augmentaren fins a uns 700.000 matriculats a principis dels anys 1940. Aquests fets, juntament amb l'adopció tant a les escoles com a la premsa de l'alfabet quốc ngữ, contribuïren a la creació d'una nova classe social alfabetitzada i capaç de llegir la premsa i informar-se millor dels fets que afectaven el país.
A la dècada de 1920 a 1930 van aparèixer uns seixanta diaris o setmanaris escrits en vietnamita. De 1932 a 1945 en van aparèixer fins a 428. Alguns d'aquests periòdics, especialment els primers, eren promoguts i controlats pel govern colonial, però a poc a poc en van anar apareixent d'independents. El primer diari independent de Saigon en quốc ngữ anomenat Tân Thế Kỷ (nou segle) aparegué al 1926, però va ser prohibit al 1927. El seu editor, Huỳnh Thúc Kháng, en publicaria un de diferent a Annam, anomenat Tiếng Dân (la Veu del Poble) que s'imprimí regularment a Hue entre 1927 i 1943. A partir de 1920 també es publiquen massivament llibres i pamflets. En 20 anys se n'haurien publicat prop de 14.000 de diferents, el deu per cent dels quals haurien estat traduccions i assaigs sobre la modernitat. Aquesta explosió escrita hauria permès també que el budisme revifés i fins i tot que apareguessin noves sectes religioses com el caodaisme.
La revolució cultural d'aquesta època no va venir acompanyada d'una millora en les condicions de vida. Tot i tenir anys amb més pluja durant aquesta època, els camperols no van veure millorar gaire la seva vida. D'una banda, a la Cotxinxina, l'increment de producció beneficià a molt pocs, ja que la terra estava concentrada en mans de molt pocs terratinents de grans latifundis. A Tonquín, en canvi, no hi va haver un increment de la producció, principalment perquè malgrat la millora climàtica, el govern colonial no havia fet manteniment dels dics de contenció durant les últimes dècades i això comportà grans inundacions que arruïnaren moltes collites. A més, de 1919 a 1929, la població industrial es va doblar, passant d'uns 100.000 a uns 221.000 obrers. El nombre de miners augmentà molt, i també la producció de productes de mineria, però les condicions laborals eren molt dures. A tot això s'hauria sumat la Gran Depressió de l'any 1929 que afectà durament tot el país, generant un repunt importantíssim de la pobresa i la fam gairebé arreu.

#### Comunisme i partits polítics moderns
Tots els canvis culturals i socials dels primers 30 anys del segle 1900 i el descontent per les condiciones de vida en què la majoria de la població vivia es van canalitzar cap al suport a alguns partits polítics i a la causa d'alliberament nacional. El primer partit polític modern registrat (1927) fou el Partit Constitucionalista de la Cotxinxina, malgrat que va guanyar diverses eleccions per ocupar els escons destinats a vietnamites al Consell Colonial, tingué pocs adeptes ja que era un partit bàsicament col·laboracionista i del qual formaven part algunes elits vietnamites.
És en aquests anys que Ho Chi Minh comença a fer-se una figura rellevant des de París, on publica textos rellevants com el del 1919 Les demandes del poble annamita, en què demanava llibertat de premsa, amnistia als presos polítics i llibertat de moviment per als vietnamites, entre altres coses. Després del seu periple per Europa, Ho Chi Minh passaria un temps a Moscou i posteriorment aniria a la Xina, des d'on durant vint anys organitzaria el moviment comunista vietnamita. També a la Xina l'any 1924 Phan Bội Châu intentà crear el Partit Nacionalista del Vietnam. Ho Chi Minh no compartia l'estratègia de Phan Bội Châu, que considerava improvisades i que no portarien enlloc, però aconseguí que Phan Bội Châuel el posés en contacte amb algunes de les persones que el recolzaven i en va seleccionar alguns per fundar la Lliga de les Joventuts Revolucionaries Vietnamites, que esdevindria el primer partit comunista del Vietnam.
L'any 1930 i 1931 les condiciones de molts camperols eren tan dolentes que hi va haver moltes protestes i revoltes. Els comunistes van aprofitar per dirigir-les i el govern colonial les va reprimir amb molta força: matà centenars de camperols i n'empresonà milers. Al 1930, el Comintern obligà a canviar el nom del partit comunista a Partit Comunista d'Indoxina (PCI). Amb aquest nou nom es va reunir la plana major del partit a Saigon al 1931 i poc després els membres més importants foren detinguts i empresonats. També Ho Chi Minh va ser detingut i empresonat a Hong Kong per la policia britànica i passaria els següents anys detingut o fugint. La majoria dels membres del PCI detinguts a principis dels anys 1930 foren alliberats al 1936. En aquesta època es creen aliances amb socialistes i troskistes i cap a final de la dècada també amb el Partit Nacionalista. Aquesta estratègia de front popular tingué molt d'èxit a Annam i Tonquín des del principi, però hauria costat més d'implantar a la Cotxinxina.
Al 1939, el govern colonial francès va prohibir qualsevol activitat comunista a la Indoxina, així que el PCI va haver de passar a la clandestinitat. Al 1940, la branca de la Cotxinxina del PCI començà una revolta sense prou preparació que va ser sufocada pel govern colonial amb violència extrema, cremant pobles, arrestant i assassinant milers de persones. En acabar la revolta el govern colonial executà 100 membres del PCI de la Cotxinxina, que veuria molt afectada la seva estructura en aquesta regió del país. El buit deixat pel PCI l'haurien omplert les sectes Cao Dai i Hòa Hảo.

### La descolonització
Durant la Segona Guerra Mundial el Japó ocupà Vietnam. Tot i que l'autoritat francesa es respectà en un primer moment, després de la victòria aliada en la guerra i de les sospites que els europeus podien estar col·laborant amb els nord-americans en una invasió, el Japó dugué a terme l'operació Meigo Sakusen (Lluna brillant), un cop d'estat en què l'autoritat francesa va ser anul·lada, molts membres empresonats i la majoria va haver de fugir cap a la Xina en l'anomenada Columna Alessandri. D'una manera similar al que els passà a l'Índia als britànics o a Indonèsia als holandesos, el final de la Segona Guerra Mundial va ferir de mort l'autoritat moral colonial i també les seves expectatives imperials.

#### Declaració d'Independència
L'any 1941, Ho Chi Minh torna a Vietnam després de molts anys a la Xina i juntament amb altres comunistes crea la Lliga per la Independència del Vietnam (en vietnamita Việt Nam Độc lập Đồng minh Hội), que es coneixeria com el Việt Minh. Els objectius d'aquesta organització eren la revolta per a l'alliberament nacional de l'ocupació francojaponesa. Per tal de buscar l'ajuda dels aliats en l'alliberament del país, Ho Chi Minh anà a la capital de la República de la Xina, per reunir-se amb representants dels Estats Units i de la Unió Sovètica. Però allà Ho Chi Minh fou descobert i empresonat pel govern d'aquest país anticomunista i no tornà al Vietnam fins al 1944, després que els Estats Units intercedissin per al seu alliberament.
L'any 1945, aprofitant el cop d'estat japonès a la Indoxina francesa i posteriorment la rendició japonesa als Estats Units per prendre el control de parts de país, a mitjans d'agost, van prendre el control d'Hanoi sense gaire violència i a final de mes també es van fer amb Saigon i Ha Tinh, a la costa central. El 30 d'agost, l'últim emperador de la dinastia Nguyen, Bảo Đại va haver d'abdicar posant punt final al regnat d'aquesta dinastia i el 2 de setembre, Ho Chi Minh va declarar la independència del Vietnam i la formació de la República Democràtica del Vietnam.
La presa de control s'havia produït pel gran suport popular i pel buit de poder deixat pels francesos i els japonesos, però l'exèrcit del Viet Minh en aquesta etapa tenia molt pocs efectius. Poc després de la declaració d'independència, el país quedà de facto dividit entre nord i sud pel paral·lel 16. Al nord hi van entrar tropes de la República de la Xina i al sud l'exèrcit britànic i tropes franceses van prendre el control. Ho Chi Minh aconseguí a principis de 1946 la retirada de les tropes xineses, deixant que algunes tropes franceses tornessin al nord, però França va haver de reconèixer el poder vietnamita representat per Ho Chi Minh i el Viet Minh i reconèixer la República Democràtica del Vietnam (DRV) com un estat independent dins de la Federació d'Indoxina. La major part del poder en matèria d'afers exteriors i de defensa, inclosa la Indoxina francesa, quedava en mans de la Unió Francesa. Els francesos es van negar a reconèixer la Cotxinxina com a part de la RDV.

#### Guerra d'independència (1946-1954)
El 23 de novembre del 1946, quatre vaixells de guerra francesos van bombardejar Hải Phòng. El Viet Minh va respondre atacant posicions franceses a Hanoi, però les forces franceses els van fer fora de la ciutat. El membres del Viet Minh es van haver de refugiar aviat a les muntanyes. La Guerra d'Indoxina esclatà i afavorí en primer lloc els francesos (que van poder prendre i conservar el control de les ciutats) i després els vietnamites, que van aconseguir evitar les grans operacions franceses i posteriorment derrotar-los en la batalla de Dien Bé Phu.
L'any 1949 les forces reagrupades del Viet Minh havien sigut capaces de reclutar un exèrcit de prop de 250.000 soldats i eren capaces ja d'infligir atacs d'importància a les forces franceses. Al 1950 Võ Nguyên Giáp aconseguí el suport de la República Popular de la Xina de Mao Zedong que va reconèixer la RDV com el govern legítim del país i començà a enviar ajuda militar i a entrenar membres del Viet Minh. La victòria comunista de Mao a la Xina i el seu suport a la RDV va fer que a partir de 1950 els Estats Units comencessin a enviar ajuda militar a les tropes franceses d'Indoxina. El suport al Viet Minh i al Partit dels Treballadors del Vietnam (la branca Vietnamita del Partic Comunista d'Indoxina), va anar creixent entre els camperols, especialment quan el Partit començà a imposar una reforma agrària que primer reduïa els lloguers de les terres als camperols i que al 1953 repartia entre els camperols pobres les terres dels terratinents amb més terrenys.
El 7 de maig de 1954, l'Exèrcit Popular del Vietnam derrotà el Cos Expedicionari Francès en la batalla de Dien Bien Phu, va fer més de 8.000 presoners i els va portar a camps de presoners situats al delta del riu Roig. L'endemà de la derrota a Ðiện Biên Phủ, van començar les converses de pau a Ginebra que al cap de dos mesos culminarien en els acords de Ginebra. Els acords van suposar una partició temporal del Vietnam pel paral·lel 17. La intenció dels acords indicava clarament que la partició era temporal i que no significava la creació d'entitats polítiques diferenciades, sinó que es feia amb la intenció d'aturar les hostilitats. La línia dividia al nord la República Democràtica del Vietnam amb capital a Hanoi i amb Hồ Chí Minh de president; i al sud l'estat de Vietnam amb capital a Saigon i amb el cap d'estat en l'antic emperador Bao-Dai i amb el primer ministre Ngô Đình Diệm, figura col·locada a dit per la CIA. També en va sorgir dels acords la promesa d'eleccions lliures a la totalitat del Vietnam al 1956.

#### La Guerra del Vietnam i la reunificació
L'acord de realitzar unes eleccions lliures en tot Vietnam al 1956 van suposar una derrota diplomàtica pels Estats Units que no volien que s'estengués el comunisme per l'Àsia sud-oriental. Tots els sondeigs de l'època indicaven que en cas d'eleccions la victòria comunista seria claríssima. Els Estats Units van començar a moure els fils per crear, sense eleccions prèvies, un Vietnam del Sud independent i a donar suport a accions contra el Vietnam del Nord. La Conferència de Ginebra, en què es va discutir el tractat de pau entre França i el Viet Minh, dividí el Vietnam entre un nord comunista i un sud sota el govern de Bao Dai, qui tenia com a primer ministre el religiós Ngo Dinh Diem, el qual, el 1955, organitzà un referèndum arran del qual l'emperador fou destronat i s'instaurà una república. Ngô Đình Diệm es negà a fer les eleccions amb l'excusa que l'estat de Vietnam no havia signat els acords de Ginebra.
Vietnam del Nord tampoc va complir part dels Acords de Ginebra en no retirar totes les tropes del Viet Minh del Vietnam del Sud, sufocant el moviment de refugiats nord-vietnamites i realitzant una acumulació militar que va més que duplicar el nombre de divisions armades a l'exèrcit nord-vietnamita mentre que l'exèrcit sud-vietnamita es va reduir en 20.000 soldats. Els assessors militars nord-americans van continuar donant suport a l'exèrcit de la República de Vietnam, que es creà com a substitut de l'exèrcit nacional vietnamita. El fracàs de la reunificació provocà la creació del Front d'Alliberament Nacional (més conegut com el Viet Cong) pel govern de Ho Chi Minh. El resultat va ser la Guerra del Vietnam.
Durant la Guerra del Vietnam, o la Guerra dels Estats Units, com s'hi refereixen els vietnamites, el nord estava recolzat per la República Popular de la Xina i l'URSS, mentre que el sud estava recolzat pels Estats Units i una coalició d'estats aliats.
La guerra va tenir quatre fases:
1. Una d'inicial, en què el sud perdia territori any rere any a mans del Vietcong, braç armat del Front d'Alliberament Nacional.
2. Una de segona des del 1965 amb l'entrada de les tropes nord-americanes, la recuperació de terreny per part del govern de Saigon.
3. Una de tercera després del 1968, quan Estats Units començava a comprendre que no estava guanyant la contesa ni a Àsia ni al seu país, i començava a planificar i a aplanar el camí per a la seva retirada el 1973.
4. Finalment el Vietnam del Sud va lluitar sol contra el nord i el Vietcong i va perdre tot el poder el 30 d'abril del 1975.

##### Repressió governamental i insurrecció al sud
Durant els 300 dies de lliure moviment establerts als acords de Ginebra, l'any 1954 i 1955 es produí una gran migració de catòlics, terratinents i anticomunistes del nord al sud, assistits per la marina dels Estats Units. Al sud, Ngô Đình Diệm dedicà aquest període a reprimir els seus rivals polítics. Un cop va tenir als rivals arraconats i en unes eleccions sense cap garantia, Ngô Đình Diệm feu un referèndum del qual en va sortir la creació de la República del Vietnam i en què ell substituïa l'emperador Bao Dai com a cap d'estat. La repressió continuà també a nivell religiós, i les polítiques del Govern de Ngô Đình Diệm afavorien clarament els catòlics i maltractaven la majoria budista. El malestar d'aquesta comunitat va tenir gra ressò internacional amb la immolació en públic del monjo Thích Quảng Đức.
Malgrat els incompliments i la repressió del règim sud-vietnamita, la posició oficial del govern de la RDV era que calia mantenir la lluita política però sense recórrer a la violència. No va ser fins al 1959 i a petició dels comunistes del sud que seguien sent reprimits que el 15è Plenari del Partit dels Treballadors del Vietnam autoritzà una insurrecció armada al sud. Aquesta insurrecció no implicava un suport directe de Hanoi, però poc després es crearia el Grup 559, que començaria a treballar per crear el que després es coneixeria com la ruta Ho Chi Minh.
Els insurgents del sud aviat van començar a controlar pobles en regions del sud. Al 1960 es creà l'anomenat Front Nacional d'Alliberament del Vietnam, conegut també com a Việt Cộng, i l'Exèrcit d'Alliberament de Vietnam del Sud. Al 1961 ja gairebé la meitat de la població del sud donaria suport als comunistes, principalment perquè la repressió exercida pel govern del sud es veia com a molt pitjor que els riscos de donar suport al nord. L'any 1961 els Estats Units augmentaren el suport al Vietnam del Sud i feren incursions militars al nord. Al 1962 les forces aèries nord-americanes començaren a bombardejar zones rurals del sud i arruixaren amb herbicides per tal de matar la vegetació que pogués amagar tropes enemigues. L'any 1963 es produí una gran arribada de tropes nord-americanes que a final d'any sumaven uns 16.000 soldats.

##### Cops d'estat al sud i escalada violenta nord-americana
La repressió que Ngô Đình Diệm realitzà contra comunistes i qualsevol que se li oposés, va acabar el 2 de novembre del 1963, quan amb el suport dels Estats Units que l'havien col·locat a dit, donà un cop d'estat liderat pel general Dương Văn Minh. El dictador fou assassinat juntament amb dos dels seus germans que també ocupaven el poder. El 1964 Dương i els altres generals en el poder plantejaren la possibilitat d'iniciar converses de pau amb el Front Nacional d'Alliberament i amb la RDV; els Estats Units van respondre donant suport a un nou cop d'estat que al 8 de febrer de 1964 posaria Nguyễn Khánh en lloc de Dương Văn Minh.
Quan van tenir un nou líder titella que els donava suport, l'agost del 1964 els Estats Units bombardejaren la República Democràtica del Vietnam i el territori de Laos pel qual transitava la ruta Ho Chi Minh. Els bombardeigs al nord, però, no canviaven la realitat, que era que al sud el suport als comunistes era majoritari, segons estudis fets pels mateixos nord-americans. Davant d'aquesta realitat també Nguyễn Khánh va fer intents d'obrir converses de pau amb el FNA, cosa que feu que Estats Units provoqués el seu derrocament l'any 1965.
Al febrer de 1965 els Estats Units van desembarcar les primeres tropes sobre el terreny, malgrat que la guerra al sud ja l'havia guanyat el FNA, que controlava el 75% de les zones rurals. Els Estats Units van posar sobre el terreny més de mig milió de soldats, i del 1964 al 1973 tiraren 4 milions de tones de bombes, 400.000 tones de napalm i 19 milions de galons d'herbicides sobre el país. Tot això causà un nivell de destrucció i de morts de civils desorbitades i va servir només per aconseguir una reacció política contrària als americans i en favor del FNA. El nombre de refugiats desplaçats per la violència nord-americana hauria arribà a prop del milió de persones al sud.

##### Ofensiva del Tet de 1968
Al gener de 1968, mentre les tropes aliades es defensaven d'atacs sobre la base aèria de Khe Sanh a prop de la zona desmilitaritzada entre nord i sud, 80.000 soldats del FNA i de les Forces Armades d'Alliberament Popular del Vietnam del Nord (PLAF) van coordinar un atac sobre mes de 100 ciutats del sud, incloses Hue i Saigon. Malgrat que l'atac acabà en una derrota parcial de les forces antiimperialistes i amb gairebé 40.000 baixes a les seves files, va servir per fer entendre tant a la població del sud com als Estats Units que la guerra s'apropava a la fi.
Als anys posteriors a l'ofensiva del Tet els Estats Units van incrementar els atacs a la zona del delta del Mekong i recuperaren el control d'almenys tres províncies entre 1968 i 1969. Però aquests avenços es van fer amb el cost de centenars de milers de vides, especialment civils. Estudis fets pels mateixos nord-americans indiquen que entre 1965 i 1972 l'exèrcit dels Estats Units i les forces del Vietnam del Sud haurien assassinat almenys a 475.000 civils. Les morts civils a mans de les forces comunistes haurien estat d'entre 27.000 i 36.000 persones.
A partir del 1967, amb el nou canvi de lideratge polític a la República del Vietnam, Nguyễn Văn Thiệu intentà recuperar terreny polític al sud. Va promoure eleccions locals l'any 1967 i al 1970 una reforma agrària que redistribuí un milió d'hectàrees de terreny, acabant amb el sistema latifundista imposat pels colons francesos. Però el seu govern mai guanyà legitimitat democràtica. L'arribada al poder de Nguyễn Văn Thiệu es va produir en unes eleccions amb el suport dels Estats Units a les quals l'oposició no es va poder presentar. Al 1971 els seus rivals es van retirar de la cursa electoral perquè consideraven que les eleccions no serien justes.

##### Anys finals de la guerra
Malgrat la inversió de milers de milions de dòlars i els centenars de milers de morts, els Estats Units mai van aconseguir que els avenços militars es traduïssin en suport de la població al règim del sud. L'any 1972 una ofensiva de l'Exèrcit Popular del Vietnam recuperà bona part de les zones rurals que Saigon havia recuperat després del Tet de 1968. Un cop més els Estats Units en comptes d'acceptar el que semblava una derrota inevitable van respondre amb bombardeigs massius al nord, llençant 155.000 tones de bombes.
L'any 1973 es van reprendre les converses de pau entre Washington i Hanoi que havien començat l'any 1969 i s'acordà un alto al foc. D'aquestes converses en va resultar l'acord de retornar 566 presoners de guerra americans i la sortida de les tropes americanes de Vietnam del Sud. Però l'alto al foc no fou respectat pel govern del sud liderat per Nguyễn Văn Thiệu i la guerra, ara entre vietnamites, va continuar dos anys més. Però el govern del sud s'anava ensorrant a poc a poc sense suport extern. En l'intent de resistir augmentà la repressió sobre rivals polítics, atacant zones controlades pels fins llavors aliat Hòa Hao o tancant diaris i arrestant periodistes.
Finalment el 30 d'abril de 1975 les tropes del nord van entrar a Saigon i posaren fi a la guerra i confirmaren una victòria que s'havia guanyat una dècada abans per part dels insurgents del sud. Pocs mesos després de la victòria i que Saigon fos rebatejada com a Ciutat Ho Chi Minh, el país reunificat celebrava el 30è aniversari de la revolució del 1945. Els intents de França i dels Estats Units de mantenir el país com una colònia d'Occident van acabar resultant en 30 anys de guerra i milions de morts.

## Vietnam contemporani

### Conflicte amb la Kamputxea Democràtica i amb la Xina
El final de la guerra i la reunificació del país no comportà el final de les tensions, encara que oficialment cada 30 d'abril se celebri la festa nacional del Dia de la Pau. A la veïna Cambodja s'havia implantat al 1975 un règim de terror per part dels khmers rojos de Pol Pot, també comunista, però d'orientació maoista (oposada en molts aspectes al comunisme soviètic des de la Revolució Cultural del 1965). El caràcter del règim liderat per Pol Pot i la impossibilitat de trobar culpables d'inexistents sabotatges van portar a la Kamputxea Democràtica (KD) a llançar ofensives contra Vietnam. Ja al 1975 van iniciar atacs a l'altra banda de la frontera en territori del Vietnam i van expulsar uns 150.000 vietnamites residents a Cambotja. Al 1976 hi va haver converses de pau a Phon Penh, però el règim Khmer les va trencar al 1977 i les forces de la KD van tornar a iniciar atacs contra Vietnam. A dins de Cambodja el règim dels Khmers Rojos va iniciar un genocidi assassinant la població vietnamita que quedava al país, unes 20.000 persones i poc després el genocidi es va estendre a població khmer acusada de ser pro vietnamita. Davant aquests atacs, la Xina es posà del cantó de la KD. Cap a finals de 1977 Hanoi va respondre-hi i al 1978 van envair Kamputxea enviant-hi sis divisions com a avís del seu poder i proposà crear una zona desmilitaritzada a la frontera similar en alguns aspectes a la zona desmilitaritzada que hi havia entre tots dos Vietnams abans de la reunificació. Pol Pot decidí ignorar l'advertència i en continuà la fustigació. 

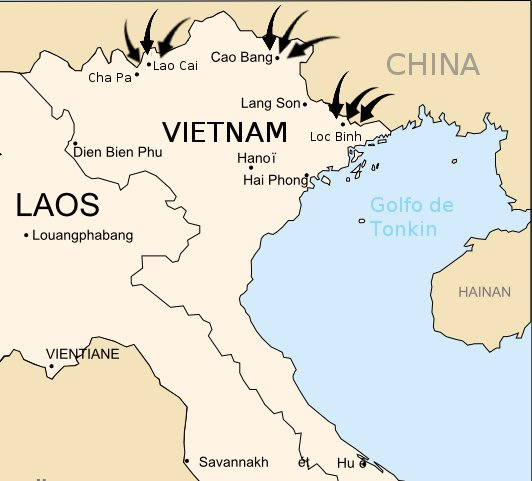
Invasió del Vietnam per la Xina entre 1978 i 1979

El general Giap, una mica apartat de la direcció política des de la caiguda de Saigon, aprofità l'oportunitat per a reprendre el seu anterior protagonisme i aconseguí realitzar la invasió del seu veí de l'oest amb 100.000 soldats i 20.000 guerrillers del Front Unit de Kamputxea per a la salvació nacional, liderat per l'ex-khemer roig Heng Samrin. El 25 de desembre del 1978 començà l'ofensiva, que aviat fou pràcticament un passeig militar davant un poble que odiava i temia els seus dirigents i uns comandaments militars inexperts, mal formats (molts eren fins i tot nens) i pitjor equipats; alguns dels assassinats de civils havien de fer-se amb armes blanques per la falta de bales. En 12 dies, el 7 de gener del 1979, Vietnam havia aconseguit l'ocupació de gairebé tota Cambodja, havia canviat de nom el país per República Popular de Kamputxea i hi deixà com a president Samrin, el qual hauria d'afrontar la guerra de guerrilles dels khmers rojos.
Aquest atac a un aliat de la Xina comunista va ser la gota que vessà el got i deu dies després de la invasió de Kamputxea, el 17 de gener de 1979, 86.000 soldats xinesos del Quaranta-unè i Quaranta-dosè exèrcits van atacar en tres fronts diferents del nord vietnamita. Els membres l'Exèrcit Popular d'Alliberament es van dirigir cap a les províncies de Cao Bang, Loa Cai i Lang Son, reforçats per altres 200.000 soldats més. Aquell fou un moment perillós perquè la major part de les forces vietnamites i les més preparades eren a Cambodja; a la zona fronterera amb la Xina només eren estacionats 60.000 soldats de fronteres i tropes regulars, per tant en relació de cinc a un enfront dels atacants.
Malgrat l'imponent nombre, major encara que el contingent responsable de fer retrocedir els Estats Units durant la Guerra de Corea, els xinesos no havien entrat en combat des de la seva ajuda al règim de Pyongyang.
Els xinesos van aconseguir ocupar Lang Són el 5 de març, però la resistència vietnamita va ser major del que s'esperava i, tot i no reconèixer-ho en un primer moment, van patir unes 20.000 baixes i van haver de retirar-se, però sense assumir la derrota, van al·legar que ja havien castigat bastant Hanoi. No obstant això, els xocs es van seguir produint a la frontera, i en foren especialment intensos els anys 1981 i 1984, a la vegada que l'ocupació de Cambodja continuava; bé és veritat que els camps de la mort trobats atorgaven certa justificació per a aquesta ocupació i els vietnamites ho van utilitzar com a excusa.
Els vietnamites van anunciar la retirada de Kamputxea al juliol del 1982, abril del 1983 i juny del 1984, però mentre realitzaven operacions contra les diferents organitzacions (khmers rojos, Front d'Alliberament Popular del Khemer i l'Exèrcit Nacional de Moulinka), les accions més importants les realitzaven els vietnamites en la temporada seca (de l'octubre a l'abril) el 1980/81, 1981/82 i 1984/85.
L'administració Reagan recolzà l'any 1986 amb ajuda no letal el govern de coalició de la Kamputxea Democràtica que lluitava contra l'ocupació vietnamita. Per la seva banda l'URSS enviava el 1979 uns dos milions de dòlars al dia a canvi d'utilitzar els ports de Cam Ranh i Kompong Son i l'enviament a la Unió Soviètica de 80.000 treballadors.
La repressió política local continuà i també la unió a l'esfera d'influència soviètica amb la seva entrada al COMECOM, la cessió de ports i bases a l'URSS per a vaixells, avions i consellers militars.

### Anys de postguerra
El final de la guerra amb els Estats Units dugué la reunificació del país i la creació de la República Socialista del Vietnam presidida per Tôn Đức Thắng. Poc després de la reunificació uns 200.000 presos polítics empresonats pel règim del sud van ser alliberats. Com a contrast el govern del Vietnam unificat creà camps de reeducació pels quals passaren més de 20.000 membres de les forces armades del Vietnam del Sud i membres del govern. El nou govern també limità la llibertat d'expressió, tancant mitjans de comunicació i empresonant dissidents polítics.
Els anys de postguerra foren durs també per les deixalles de la guerra. Mines sense explotar que quedaven per tot el país haurien matat més de mil persones cada any durant al menys una dècada. Els danys al medi ambient i a la salut de les persones també van durar molt de temps, especialment per l'ús per part dels Estats Units de grans quantitats d'herbicides i d'agent taronja.

### Obertura econòmica

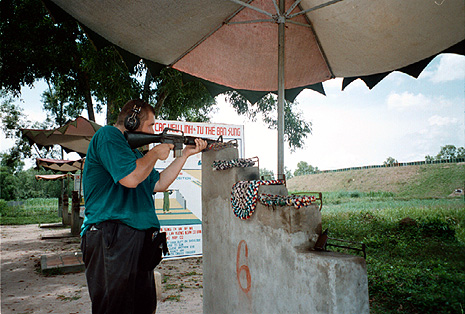
A principis del visitar alguns escenaris de la guerra era el principal atractiu turístic del Vietnam

L'any 1986 el Partit Comunista del Vietnam canvià la seva política econòmica i començà a adoptar el capitalisme. Això ha portat a enfortir el creixement econòmic, una classe mitjana en augment i la disminució gradual de la repressió política. Una de les seves principals exportacions ha estat el turisme, emprant la guerra com a reclam. Així, el 2005 els turistes podien visitar els 250 km de túnels que es conserven a Cu Chi i Ben Dinh, o disparar armes com fusells i metralladores.
La importància d'aquest sector es deixa notar en alguns dels seus plans de futur. Així també el 2005 es realitzaven els treballs per reobrir la ruta Ho Chi Minh.
Malgrat tot, les infraestructures continuaren sent deficients, faltaven productes bàsics i fins i tot aliments. Els visats per a turistes individuals eren escassos i es potenciaven els viatges en grup.